# Tűzhányó
A vulkánok vagy tűzhányók a Föld felszínének olyan hasadékai, amelyeken a felszínre jut a magma, az asztenoszféra izzó kőzetolvadéka. A Föld vulkánjait kialakulásuk oka szerint két csoportba soroljuk: többségük a távolodó és közeledő kőzetlemezek határain (az aktív lemezhatárokon) alakul ki, kisebb részük az aktív peremszegélyektől távol, a köpenyhőoszlopok (köpenycsóvák) fölötti forrópontokon jön létre.
A magma felszíni tevékenysége a vulkanizmus, ebből keletkeznek világszerte a vulkáni kúpok, vulkáni hegységek. Vulkanizmusról csak akkor beszélünk, ha a magma eléri a Föld felszínét, ti. ilyenkor láva lesz belőle. Olyankor, amikor a magma a mélységben megreked, és ott kristályosodik kőzetté, a folyamat neve magmatizmus. A vulkáni tevékenység és a hozzá kapcsolódó jelenségek vizsgálatával a vulkanológia foglalkozik.

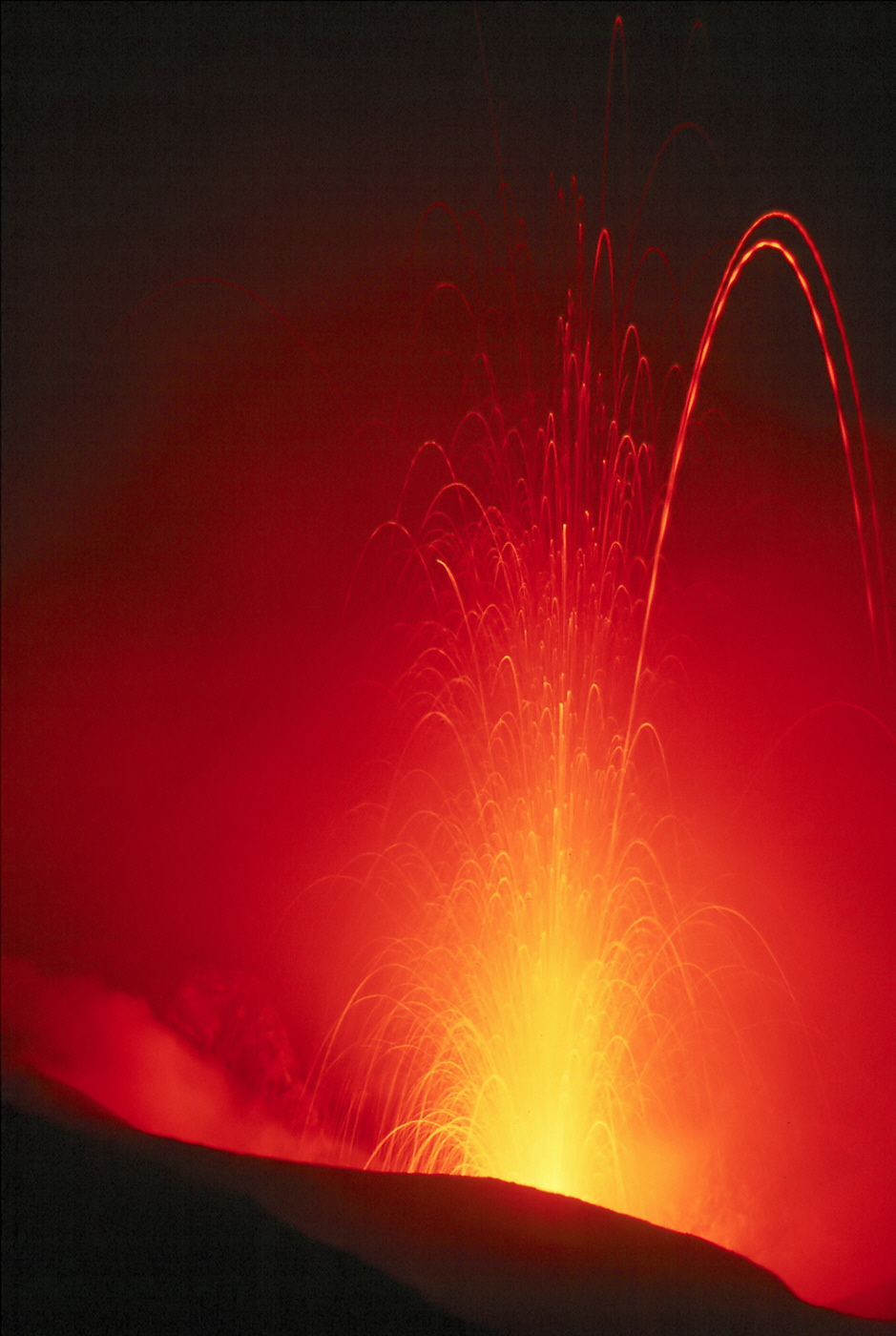
Az olaszországi Stromboli egyik kitörése

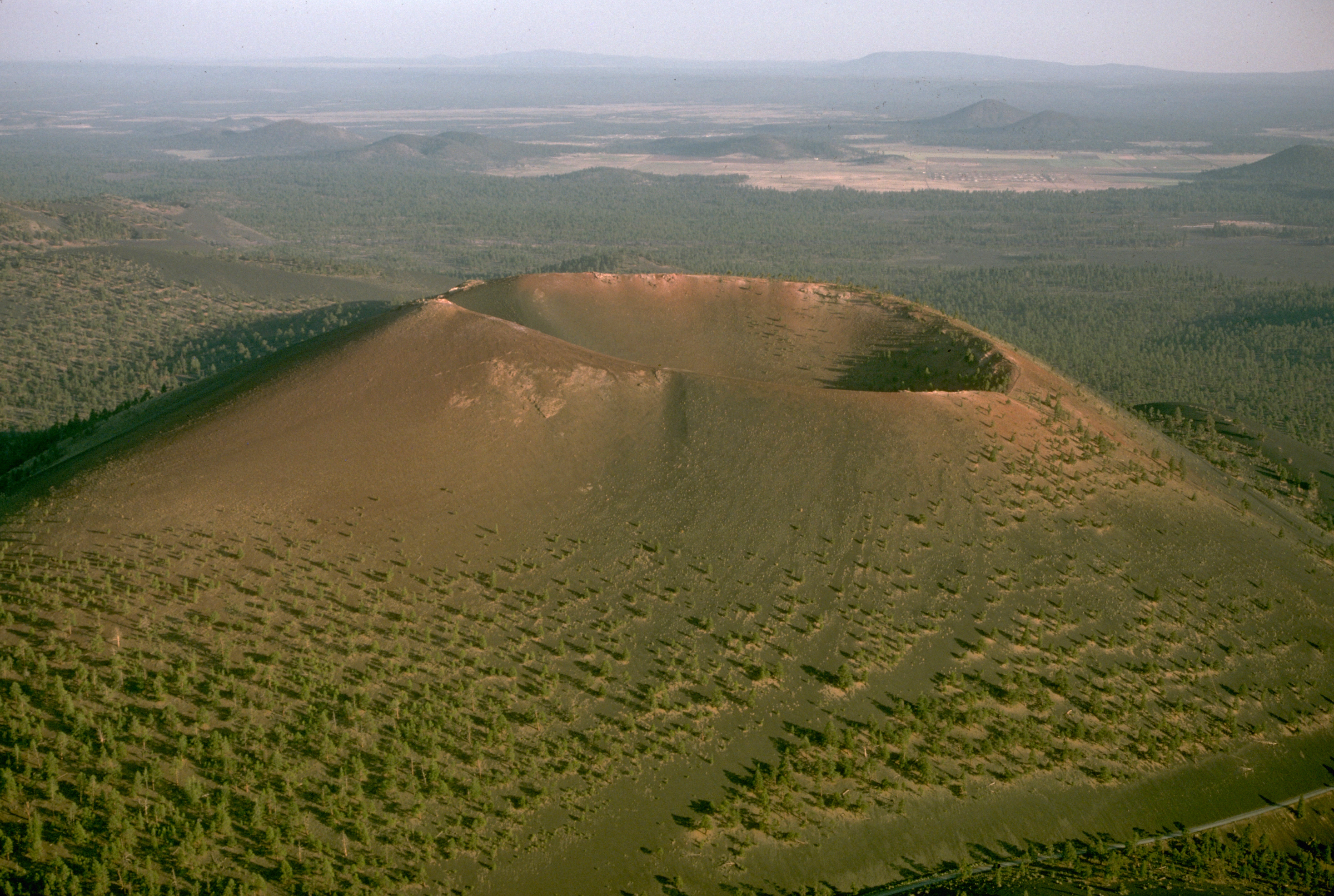
Sunset Crater, Arizona, Amerikai Egyesült Államok

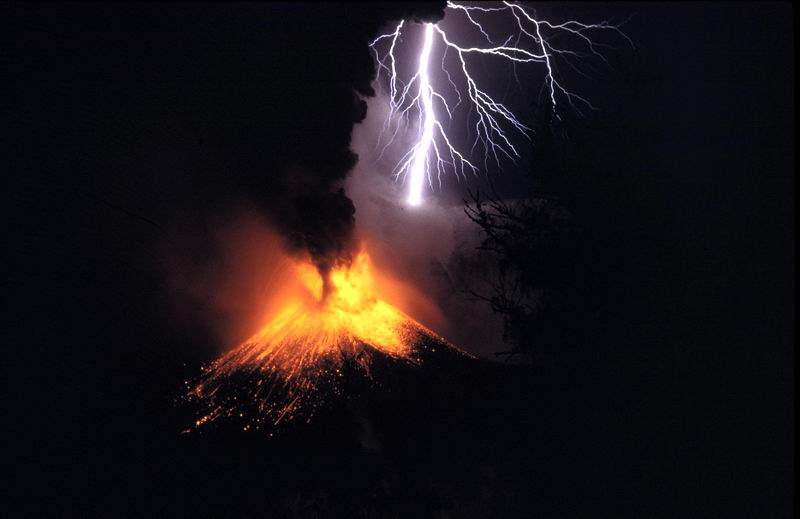
Az indonéziai Rinjani vulkán

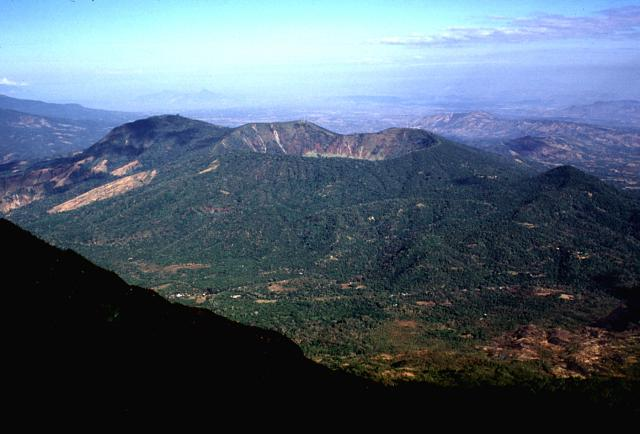
A salvadori Chinameca vulkán

## Nevének eredete
A vulkán szó mai formájában a magyar etimológiai források szerint a spanyolban keletkezett (volcán [bolkãn]), végső forrása a latin Vulcanus, a rómaiak tűzistene, aki egyben a kovácsok istene is volt. (Görög megfelelője Héphaisztosz, az istenek kovácsa.) A volcán a Spanyol Királyi Akadémia értelmező szótára szerint ugyanakkor közvetlenül a portugál volcão [vuɫkɐ̃u̯] alakból származik, bár ennek mai helyesírása vulcão.

## Vulkánok a mitológiában

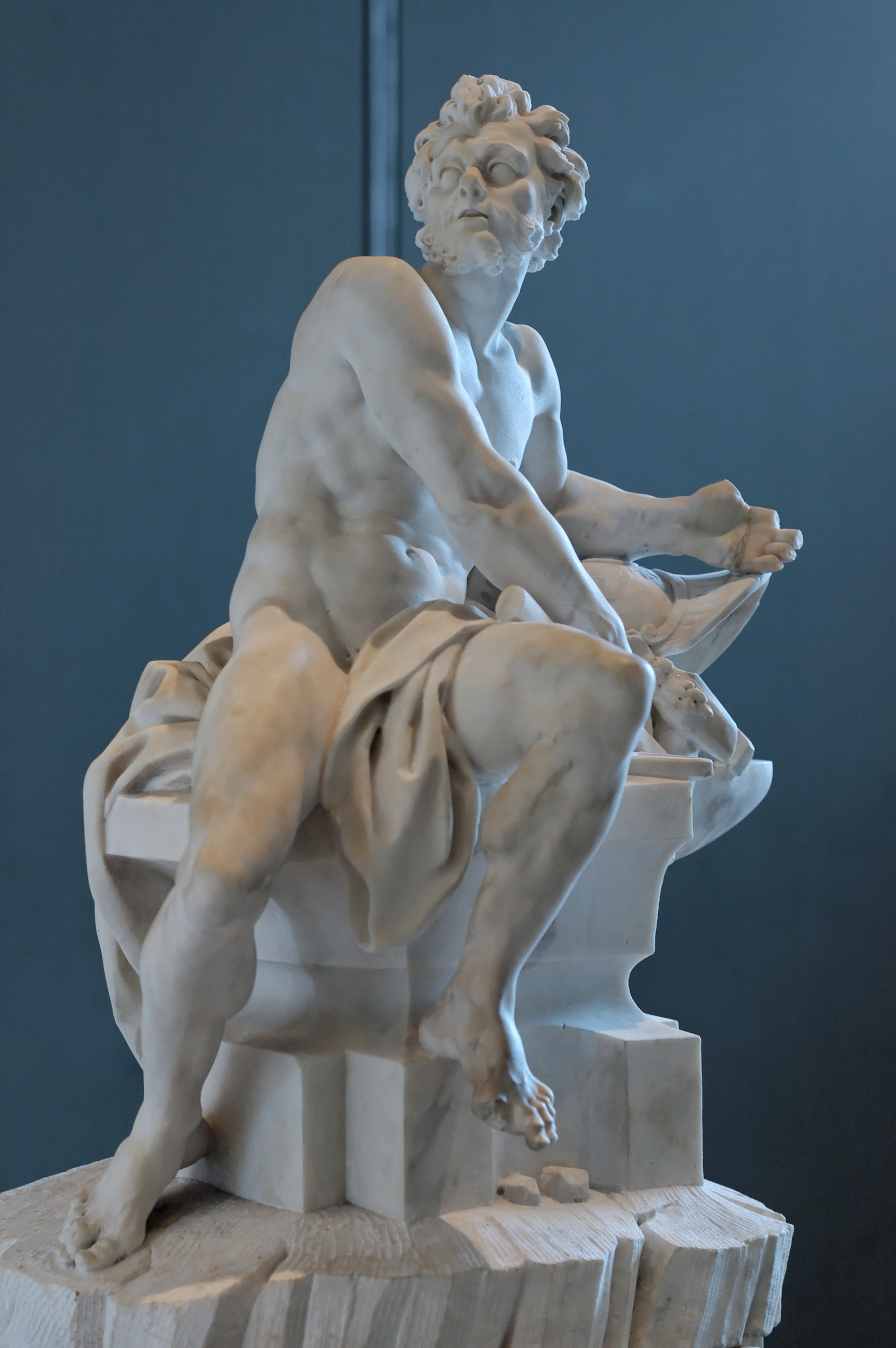
Guillaume Coustou Vulcanus ábrázolása

A római mitológiában, a göröghöz hasonlatosan, a tűzhányókat az istenek munkájának tekintették, mivel sem a tudomány, sem az alkímia nem tudta elfogadhatóan magyarázni működésüket. Platón két művében is említést tesz Atlantiszról, a legendás szigetről, amelynek elsüllyedésével elpusztult a hatalmas atlantiszi civilizáció. Atlantisz létezése és esetleges földrajzi elhelyezkedése napjainkban is vitatott téma – tény azonban, hogy i. e. 1620-ban az Égei-tengeri Szantorini szigetét egy sor roppant erős kitörés elpusztította. A kitörések által okozott cunami elpusztította Kréta szigetének északi partját és hozzájárult a szigeten kialakult minószi civilizáció hanyatlásához. Szantorini (vagy Théra) kitörése egy másik görög mítosz alapjául is szolgált: a Deukalión szerint Poszeidón bosszút állva Zeuszon elöntötte Attika, Argolisz, Szaloniki és Ródosz tengerparti területeit.
A görögök úgy tartották, hogy az Etna alatt volt Héphaisztosz műhelye, ahol Zeusz fegyvereit kovácsolta. Gyermekei, az egyszemű küklópszok legendáját valószínűleg az Etna oldalán levő számos mellékkráter alakja inspirálta. Vergilius szerint Athéné bosszúvágyában az Etna alá börtönözte be Enkeláduszt, akinek a fájdalomkiáltásai okozták a hegy működését és morajlását. Ugyancsak Vergiliustól tudjuk, hogy Héphaisztosz Enkeládusz testvérét, Mímaszt a Vezúv alá börtönözte be. A római költő szerint a Campi Flegrei lávaárjai a többi bebörtönzött óriás véréből jöttek létre.
A keresztény hiedelemvilágban a vulkanizmust számos áltudományos elmélettel magyarázták, és elsősorban a Sátán munkájának tudták be. Úgy tartották, hogy a katasztrófákat csak szentek csodái akadályozhatják meg. Ezért például i. sz. 253-ban a Catania lakosai Szent Ágota relikviáival körmenetet szerveztek az Etna közelgő lávaárjának megakadályozására, és a lávaár csodával határos módon elkerülte a várost. Ugyanez a módszer 1669-ben már nem vált be: a város nagy részét elöntötte a láva.
A Vezúv 1660-as kitörésekor lezúduló kődarabokban kereszt alakú piroxén ikerkristályok is voltak, és ezeket a helyi lakosok Szent Januáriusz (Nápoly védőszentje) csodájának tekintették.
Nemcsak az Európában, de a Csendes-óceán Tűzgyűrűjének vidékén is mítoszok övezték a vulkáni jelenségeket. A maori mitológiában Taranaki és Tongariro (két új-zélandi vulkán) jóbarátok voltak, de barátságuk hamar féltékenységi viszályba csapott át, mert mindketten Pihangába szerettek bele (ő is egy új-zélandi vulkán megszemélyesítője). A maorik máig sem telepszenek meg a Taranaki és Tongariro közötti területen, mert félnek, hogy ismét „fellángol” a két egykori barát vitája.
A hawaii bennszülöttek mondavilágában a tűz istenét, Pelét saját húga – Namaka, a tenger istennője – szigetről szigetre egyre délkeletnek űzi a tűzhányók alatt. Úgy tartják, hogy mai lakhelye a Kilauea lávatava alatt van. Ez az elképzelés pontosan egyezik azzal a ténnyel, hogy a Csendes-óceáni litoszféralemez északnyugatnak mozog a szigeteket kialakító elsődleges köpenyoszlop fölött, tehát délkelet felé haladva egyre fiatalabb és fiatalabb vulkánokat találunk.

## A vulkánok megismerésének története

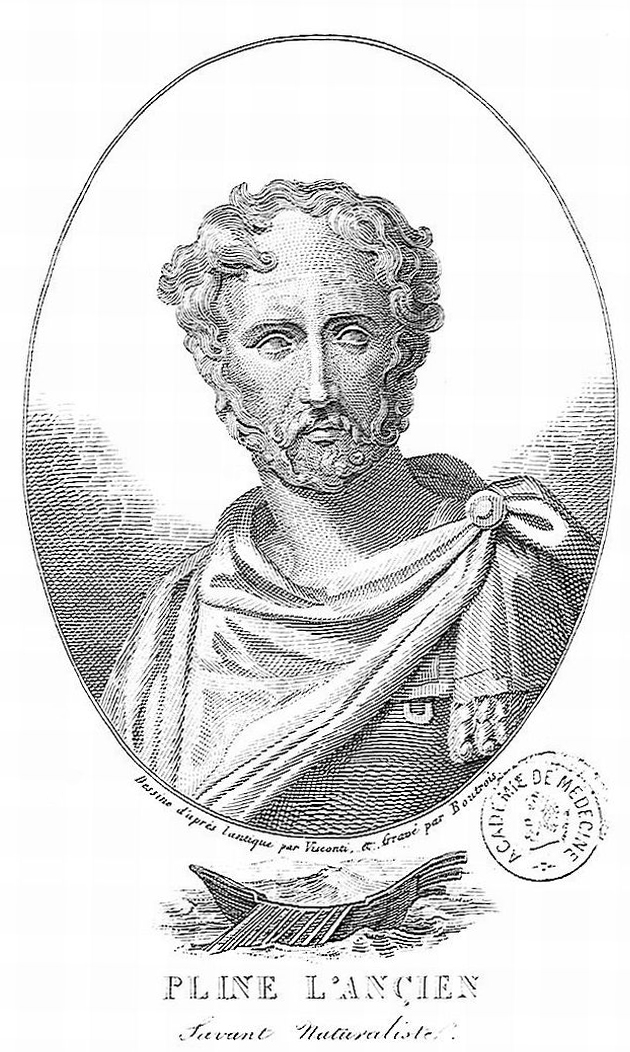
Idősebb Plinius

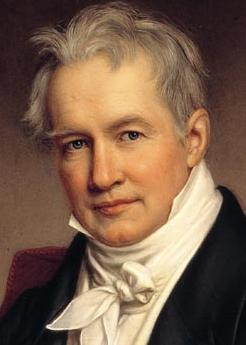
Alexander von Humboldt

A vulkáni kitörések látványossága miatt a vulkánok megfigyelése és leírása már a görög filozófusokat is foglalkoztatta. Az első konkrét megfigyelések Arisztotelész korából (i. e. 4. század) származnak. Később a vulkánosság magyarázatában két, egymással szembehelyezkedő filozófiai iskola alakult ki: Anaximenész és követői (neptunisták) szerint a vulkánkitöréseket a földrengések okozzák, azokat pedig a föld alatti üregek beomlásai. Ezzel szemben Klazomenai Anaxagorasz és követői (plutonisták) úgy vélték, hogy a vulkáni működést kiváltó elsődleges ok a föld alatti üregekben meggyulladt éter. Ez utóbbi felfogást fogadta el később Platón, illetve Arisztotelész is – ő a vulkáni tevékenységet a föld alatti gázok meggyulladásával magyarázta. Úgy vélte, hogy a tűz könnyebb őselem, mint a föld, ezért ez van legfelül, tehát a Föld mélyén hidegnek kell lennie. Ezzel szemben Püthagorasz, majd később Empedoklész úgy vélte, hogy a Földnek folyékony, izzó magja van, amiről a legendák szerint maga Empedoklész is meggyőződött, amikor megmászta az Etnát, és belenézett. Az első, ténylegesen vulkanológiai leírás Sztrabóné (i. e. 1. század). Részletesen leírta a Lipari-szigeteket, és arra a következtetésre jutott, hogy a Vezúv is egy vulkán (abban az időben a Vezúv már hosszú ideje aludt). Ugyancsak ő ismerte fel a vulkanizmus és földrengések kapcsolatát.
Nemcsak a görög, de az ókori kínai tudósoktól is maradtak fent vulkanológiai leírások. Az i. e. 3. században élt Wang Chia Shih I Chi munkájában „ezer mérföld” mélységből feltörő forróvízről és a hegyek tetején megjelenő, sárga füstfelhőkről (kénes kigőzölgésekről) számol be. Szintén az i. e. 3. században élő Shu Ching említ meg egy hatalmas forróságot árasztó vulkánt, ami még a követ is megolvasztja.
A római tudósok közül jelentősen hozzájárult a vulkáni jelenségek megfigyeléséhez Seneca, aki a vulkánokat olyan, föld alatti tűzhelyekként írja le, amelyekben a kén és bitumen ég; ennek lángjai időnként a felszínre is felcsapnak. A Vezúv 79-es (többek között Pompeii, Herculaneum és Stabiae városokat is elpusztító) katasztrofális kitörését Tacitus felkérésére ifjabb Plinius dokumentálta. Nagybátyja, idősebb Plinius, aki abban az időben a misenumi római flotta parancsnoka volt, életét vesztette a stabiaei lakosok menekítése közben. Ifjabb Plinius leírása rendkívül pontos, részletes, és kitér a vulkáni működés minden mozzanatára. Emiatt Plinius leveleit tekintik az első valódi vulkanológiai leírásnak.
A középkorban a többi természettudományhoz hasonlóan a vulkánok megfigyelése is háttérbe szorult. Csak néhány arab utazó és szerzetes leírása maradt fent.
A 15. századtól, a felfedezések korában a vulkánok megismerését is egyre fontosabbnak tekintette a tudományos élet. A dél-amerikai spanyol hódítók gazdag aranykincsek reményében nem egyszer a vulkáni kráterek mélyére is leereszkedtek. A 16. században Sebastian Münster Cosmographia című munkájában arról ír, hogy a vulkánokból a Föld belső tüze tör fel. A vulkán kifejezést először a 17. században használta Bernhardus Varenius Geographica Generalis című munkájában.
A 17-18. században, a felvilágosodás korában, amikor egyre mélyrehatóbban kezdtek foglalkozni a természettudományokkal, ismét két szembenálló csoport magyarázta a vulkáni tevékenység eredetét. A plutonisták (Leibniz, Newton, Descartes) szerint a vulkánokat a Föld mélyének tüze működteti. Velük szemben a neptunisták (Guettard, Werner) a vulkáni működés okát a tenger közelségben látták; szerintük a kitörések oka különféle helyi anyagok (pl. kőszén begyulladása).
A vulkáni folyamatok megismerésében a 19. században értek el igazi áttörést, amikor felfedezték (Alexander von Humboldt) a vulkanizmus és a Föld belső hőjének kapcsolatát; behatóbban tanulmányozták a magmát és a hozzá kötődő jelenségeket; jobban megismerték a földrengések mechanizmusát, a kőzetek szerkezetét és kialakulását.
A 20. században elsősorban a lemeztektonika elméletének kiforrása hozott óriási előrelépést; ez megnyugtatóan magyarázta a vulkáni jelenségeknek egy igen nagy csoportját. A század elején jelentek meg az első átfogó, a vulkánokat osztályozó munkák. Ezek (Sapper, Lacroix, Rittmann) még elsősorban geomorfológiai, illetve geokémiai szempontokat követtek. Jelentős szerepet játszottak a vulkanizmus megismerésében a japán tudósok is, ami annak tudható be, hogy országuk az egyik legaktívabb vulkáni zónában fekszik.

## A vulkánok felépítése
| A vulkánok általános felépítése: | A vulkánok általános felépítése: |
| --- | -------------------------------- |
| 1. Magmakamra 2. Fedőrétegek 3. Vulkáni csatorna 4. Talaj 5. Intrúzió (szill) 6. Oldalcsatorna 7. Hamurétegek 8. Hegyoldal 9. Lávarétegek 10. Torok 11. Parazitakráter 12. Láva 13. Főkürtő 14. Kráter 15. Hamufelhő |                                  |

Egy vulkán fő szerkezeti elemei:
- magmakamra (vagy magmatűzhely) – olvadt kőzetekkel teli üreg a Föld szilárd kérgében. Az olvadék a rétegnyomás hatására a törésvonalak mentén a felszín (alacsonyabb nyomás) felé mozdul el, széttolva, felboltozva, illetve magába olvasztva a felette levő kőzeteket. A magmakamrák helyzetét nehéz meghatározni, ezért elsősorban a felszín közeli (1–10 km mély) kamrákat ismerjük. Ha a magma hosszabb ideig tartózkodik a kamrában, összetevői sűrűségének megfelelően rétegeződni kezd. Ahogy kihűl, a szilikátos olvadék egyre kevesebb vizet képes oldatban tartani, és gáztalanodik. A felszabaduló vízgőz (szén-dioxid, kénes gázok stb.) jelentősen megnövelik a kamrában uralkodó nyomást, és amikor a belső nyomás túllépi a rétegnyomást, a vulkán robbanásos kitöréssel kezd működni. Ha a feltörekvő magma megreked a földkéregben, és ott szilárdul meg, mélységi magmás testek keletkeznek, amiket alakjuk és helyzetük függvényében: batolitnak, lakkolitnak, szillnek, kőzettelérnek (dyke-nak) stb. nevezünk.
- vulkáni csatorna (avagy diatréma) egy olyan nyílás a földkéregben, amelyen a magma a felszínre tör. A diatrémát általában automagmatikus breccsa tölti ki: a megszilárdult magmában a csatorna oldalairól leszakított kőzetdarabok „úsznak”.
- vulkáni kráter – a felszínnek az a tölcsér alakú mélyedése a kürtő felszíni végénél, amelyen a törmelékanyag és a láva a felszínre jut. Alakja, átmérője és mélysége változó.
- vulkáni kúpot – a felszínre hozott törmelékanyag és láva építi fel.
- kaldera – a robbanásos kitörések eredménye. Olyankor képződik, amikor a magmakamrában annyira megnő a túlnyomás, hogy a felszabadult gázok kúp alakban lerobbantják a magmakamrát fedő kőzeteket. Ezután a fedő maradéka koncentrikus törésvonalak mentén berogy a kiürült gázok helyére. A teljes beomló terület elérheti a több száz, vagy akár a pár ezer négyzetkilométert is.
- barrankó – a vulkáni kúp palástját felszabdaló, sugárirányú eróziós árok, törmelékfolyás, vízmosás megnevezése.

A vulkán a fentebb sorolt, számtalan módosulattal és változatban fejlődő formák együttese.

## A vulkánok keletkezése
A vulkanológiai és lemeztektonikai kutatások során megállapították, hogy a földi vulkánok elhelyezkedése (néhány kivételével) követi a litoszféralemezek határait. Ezek a vidékek nyitott és mély törésrendszerek, amelyeken keresztül a magma a felszínre juthat. A lemezszegélyek típusától függően a vulkánok divergens vagy konvergens lemezszegélyeken keletkezhetnek. Létezik egy harmadik típusú keletkezési mód is, a forrópont (vulkán) (hot-spot) vulkanizmus, amely csak áttételesen kötődik a lemeztektonikai mozgásokhoz.

### A magma
A vulkánok kialakulása a magma mozgásának direkt következménye. Definíció szerint több komponensű, nyílt rendszerű szilikátos kőzetolvadék, változatos (és változó) kristály- és illótartalommal, változó hőmérséklettel, sűrűséggel, folyási jellemzőkkel és viszkozitással. A magma felszín alatti tevékenységét magmatizmusnak nevezzük.

### A vulkánok keletkezését befolyásoló tényezők

Konvekciós cellák a földköpenyben

A vulkánok keletkezésének legfontosabb tényezője a Föld belső hője, melyet az ősidőktől a radioaktív anyagok bomlása gerjeszt. Ennek két típusa ismert:
- a rövid életű radioaktivitás, mely kozmikus anyagokból (pl. meteoritok) származik. A Föld keletkezésének idején a bolygó heves meteoritbombázásoknak volt kitéve, aminek következtében a becsapódások hatására óriási mennyiségű hő keletkezett. Ennek a radioaktivitásnak a Föld kialakulása kezdetén volt nagy szerepe.
- a hosszú életű radioaktivitás a Föld belsejében levő radioaktív izotópok (235U, 238U, 232Th, 40K) bomlásának köszönhető. Az ebből származó hőenergia átlagosan 82 mW/m². A vizsgálódások kimutatták, hogy az elmúlt 3-4 milliárd évben a radioaktív bomlásból származó energia mennyisége exponenciálisan csökken.[1]

A Föld belső hője a földköpenyben konvekciós áramlásokat (cellákat) hoz létre, amelyek elmozdítják az asztenoszféra tetején úszó kőzetlemezeket (Lásd: lemeztektonika), amelyek egymáshoz képest eltávolodhatnak (divergens lemezszegélyek) vagy egymásra tolódhatnak (konvergens lemezszegélyek). Ezeken a vidékeken, ahol a litoszféralemezekben repedések keletkeznek, az izzó magma a felszínre juthat. A radioaktivitás egy másik fontos eredménye a köpeny magas hőmérsékletének és nyomásának kialakulása. Ez részlegesen beolvasztja a köpeny, illetve litoszféra anyagát: ez az olvadék a magma.
A vulkánok kialakulásának további fontos tényezői a szerkezetföldtani viszonyok. A kőzetekre ható erők ún. feszültségtérben jelennek meg, amelyek három fő elmozdulástípust (vetődést) idéznek elő: normál vetőt vagy lezökkenést, reverz vetőt vagy feltolódást, oldalelmozdulásos vetőt vagy eltolódást. A kőzetnyomás hatására ezeken a vetődéseken nyomul a felszínre a magma.

### Vulkánok keletkezése divergens lemezszegélyeken

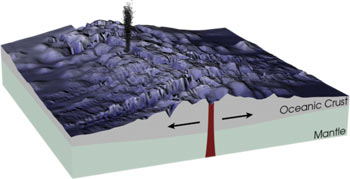
Vulkán keletkezése divergens lemezszegélyeken

A divergens (azaz egymástól távolodó) lemezszegélyeken, ahol az asztenoszféra magmaáramlásai megrepesztik az óceáni kőzetburkot, folyamatosan bázikus (bazaltos) kőzetolvadék nyomul a felszínre, ahol megszilárdulva óceáni hátságokat hoz létre. A köpeny vízszintesen áramló anyaga fokozatosan távolítja egymástól a kőzetlemezeket. Az ilyen vulkánokra nem jellemző sem a gázrobbanások sora, sem a törmelékszórás, működésük közben csak kevés vízgőzt termelnek. A vulkáni kitörések egyenletesebbek és nyugodtabbak, a kísérő földrengések gyengébbek, mint a konvergens lemezszegélyeken. A felszínre törő láva rendszerint forró (1100-1200 °C), mert sok benne a magnézium és a feketefém (vas, mangán). Jellemző kőzete a MORB (Mid-oceanic Ridge basalt) bazalt, amelyben az inkompatibilis elemek (olyan elemek, amelyek a magma kihűlésekor nem ásványokba épülnek be, hanem sokáig az olvadékban maradnak: Rb, Ba, U, Th, Ta, Na, K) koncentrációja alacsony. Másik jellemző kőzetük a tholeiites bazalt, amiben kevés az alkálifém, de sok a vas és a magnézium. A vulkanizmus nemcsak a óceáni hátságok területén jöhet létre, hanem az ún. ív mögötti medencékben is. Ezeken a területeken a magma a földkéreg tágulása során keletkező repedéseken jut a felszínre. Divergens lemezszegélyek a kontinensek területén is kialakulhatnak: ezek a kontinentális hasadékvölgyek vagy riftek. Ezekre az alkálifémekben gazdag magma a jellemző (riolitok, alkáli bazaltok). Ilyen jellegű a kelet-afrikai árok vulkanizmusa (a világ egyetlen működő karbonatitvulkánjával).

### Vulkánok keletkezése konvergens lemezszegélyeken

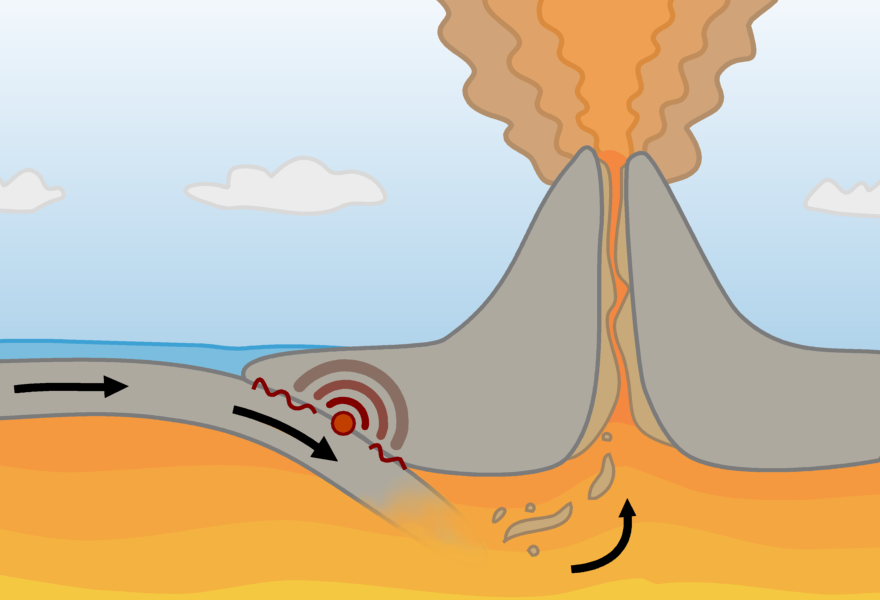
Vulkán keletkezése konvergens lemezszegélyeken

A konvergens (szubdukciós) lemezszegélyeken a hegységképződést aktív vulkanizmus kíséri. A lefelé növekvő hőmérséklet részlegesen megolvasztja az alábukó – általában óceáni – kőzetlemez anyagát és az általa szállított, évmilliók alatt felhalmozódott tengeri üledéket. A friss olvadék a kőzetlemez repedésein a felszín felé igyekszik, és útközben beolvasztja a gránitos-üledékes szárazföldi kéreg egy részét is. Az így feltörő magma többnyire réteges szerkezetű (rétegvulkán), meredek lejtőkkel letörő andezitvulkánokat hoz létre. A vulkáni tevékenység erősen explozív, erős törmelékszórással és gőzkitörésekkel. A vulkáni tevékenység kiszámíthatatlan; benne bizonytalan hosszú aktív és alvó periódusok változnak. A vulkáni tevékenységet erős földrengések kísérik. Az intermedier jellegű andezitláva jellemzően 800–900 °C-on szilárdul meg, tehát nemcsak összetétele, de viszkozitása is közepes; a tufaszórás lávaömlésekkel váltakozik. A legismertebb ilyen zóna a Csendes-óceán Tűzgyűrűje, amelynek része többek között egész Japán (tehát a Fudzsi is), Kamcsatka és a Kordillerák tűzhányói, köztük a Chimborazo, a Popocatépetl, az Amerikai Egyesült Államokban pedig a Mount Saint Helens.

### Forrópontos vulkanizmus

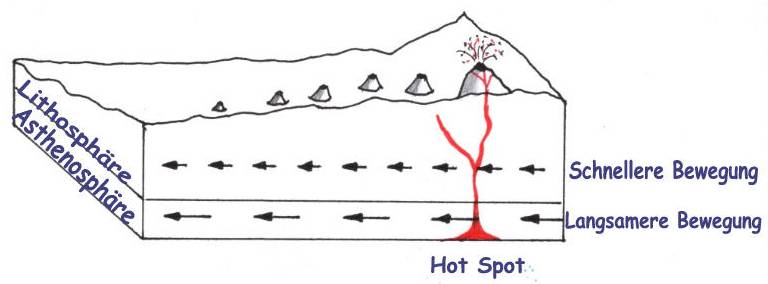
Forrópontos szigetsor kialakulása

A forrópont (angolul: hotspot) típusú vulkánok a lemezszegélyektől távol, a lemeztektonikai folyamatoktól többé-kevésbé függetlenül keletkeznek. Kialakulásukban a fő szerepet a köpenyoszlopok (köpenycsóvák) játsszák. Az elsődleges köpenyoszlopokban a magma a földköpeny „D” szintjéből (a köpeny és külső mag határzónájából) tör a felszín felé, a másodlagos köpenyoszlopokban pedig a déli féltekén található két, úgy nevezett szuperfelboltozódásból. Mivel a forrópont helyzete többé-kevésbé állandó, a litoszféra lemez viszont elmozdul fölötte, a vulkán mindig újabb kúpot épít magának, és ezzel tűzhányóláncot alakít ki. A forrópontok viszonylag kicsik (átmérőjük ritkán nagyobb 100 km-nél), és alattuk a hőáramlás lényegesen nagyobb, mint egyébként (innen származik a nevük is). Lávájuk többnyire híg, bazaltos: az ilyen, úgynevezett OIB bazaltok kémiai és izotóp-összetétele jelentősen különbözik a hátságokban feltörő MORB bazaltokétól. Az OIB szigetvulkánok „csendesek”: működésüket a lávaömlések jellemzik (effúziós vulkánok); robbanásos kitöréseik nem jellemzőek (leginkább csak hosszú szünet után fordulhatnak elő). Jellegzetes példájuk a Hawaii-szigetek vulkanizmusa.

## A vulkánok anyagprodukciója

### Láva

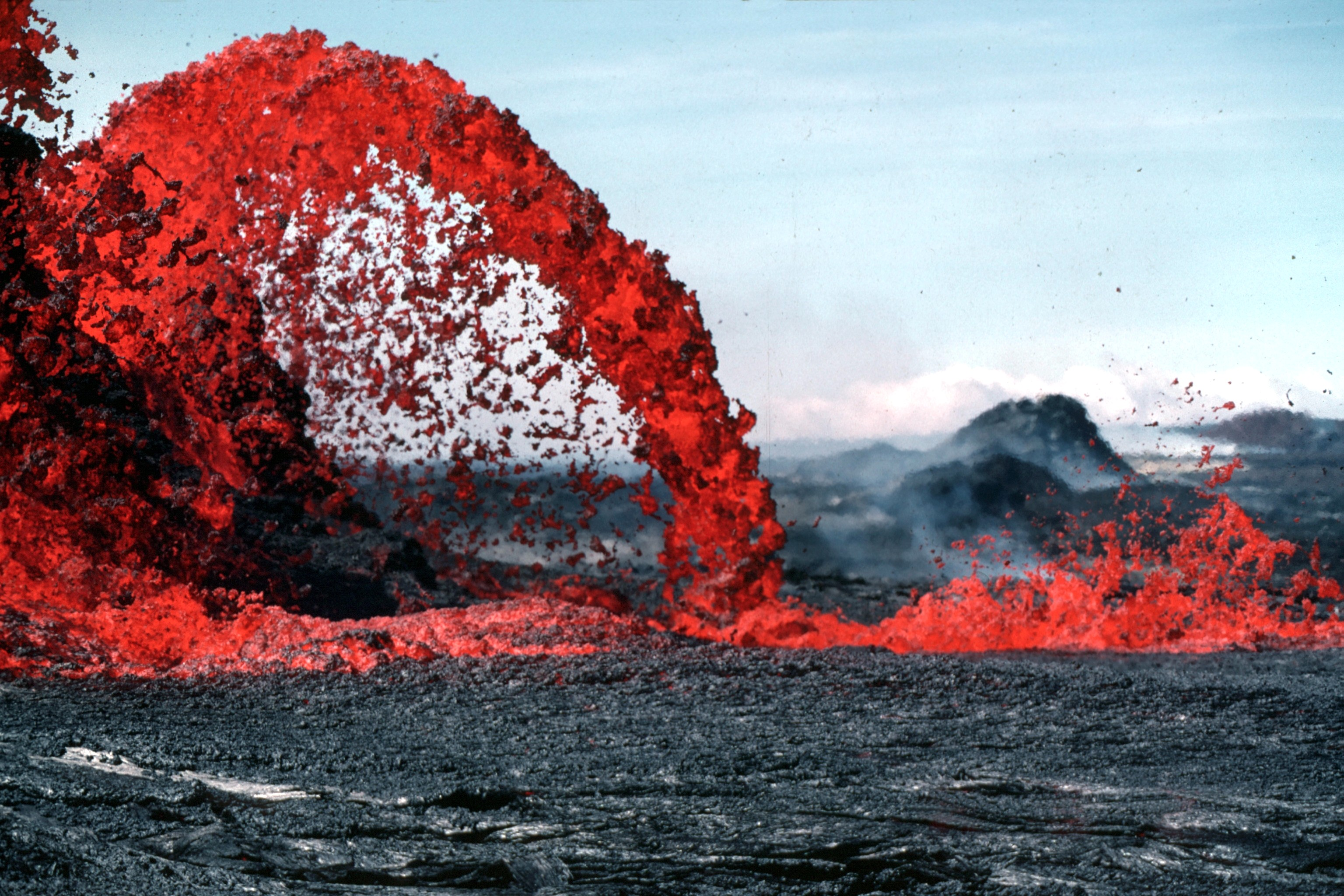
Lávaszökőkút

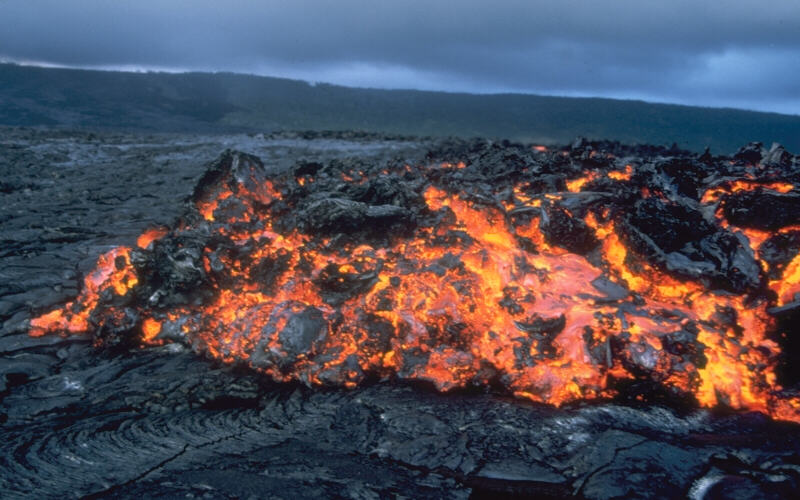
Lávafolyás

A vulkanizmus legfőbb terméke a láva, tehát a felszínre került, jórészt gáztalanodott magma. Legnagyobb része a kőzetüveg, de a legtöbb lávában vannak szabad szemmel látható (porfíros) ásványok is. Minél bázikusabb (minél kevesebb benne a kovasav) annál magasabb az olvadáspontja és annál kisebb a viszkozitása. Az ilyen, forró és hígfolyós magma viszonylag gyorsan hűl ki, tehát kevésbé gáztalanodik. Ezért a bazaltvulkánok többnyire kevés tufát és sok lávát termelnek. Ez a láva a bazalt, aminek csak kis része kristályos (szinte az egész kőzetüveg). Az átmeneti típusú vulkánok felváltva szolgáltatnak lávát és vulkáni-üledékes kőzeteket: a láva és tufa váltakozása hozza létre a jellegzetes andezit rétegvulkánokat (mint például a Börzsöny, a Visegrádi-hegység vagy a Mátra). A savanyú magmából csak alárendelt mennyiségű láva keletkezik; ez a riolit. A riolitláva annyira viszkózus, hogy gyakran már a vulkáni kürtőben megszilárdul, és egyáltalán nem folyik ki.
A vegyi szerkezet és gáztartalom a lávafolyás felületét is meghatározza: a gázokban szegény láva tömbös, lemezes, üveges vagy kötélláva alakú lehet, míg a gázokban gazdag láva rögös, likacsos felületű.
A láva vegyi szerkezete határozza meg a lávafolyások típusait is. A bázikus láva meredekebb lejtőkön keskeny folyásban halad, míg kisebb ejtésű lejtőkön takaróként szétterül. Sokszor 50–80 km-re is eljuthat, a lávaár szélessége elérheti az 1 km-t (pl. Mauna Loa, Hawaii-szigetek). A feltörő gázok gyakran kisebb kürtőket, kúpokat építenek a lávaár felszínére, ezeket salakkürtőknek (hornito) nevezik. A savanyú láva viszkózusabb természetéből adódóan rövidebb és keskenyebb, de vastagabb lávafolyásokat produkál.
A láva kiömölhet:
- a főkráterből;
- a vulkáni kúp oldalán kialakult másodlagos, ún. parazitakráterekből.

A láva haladási sebessége annak tömegétől és viszkozitásától, illetve a lejtő meredekségétől függ. A lávaárak sebessége a 20–30 km/h-tól a néhány cm/napig változik.

### Magmás kőzetek

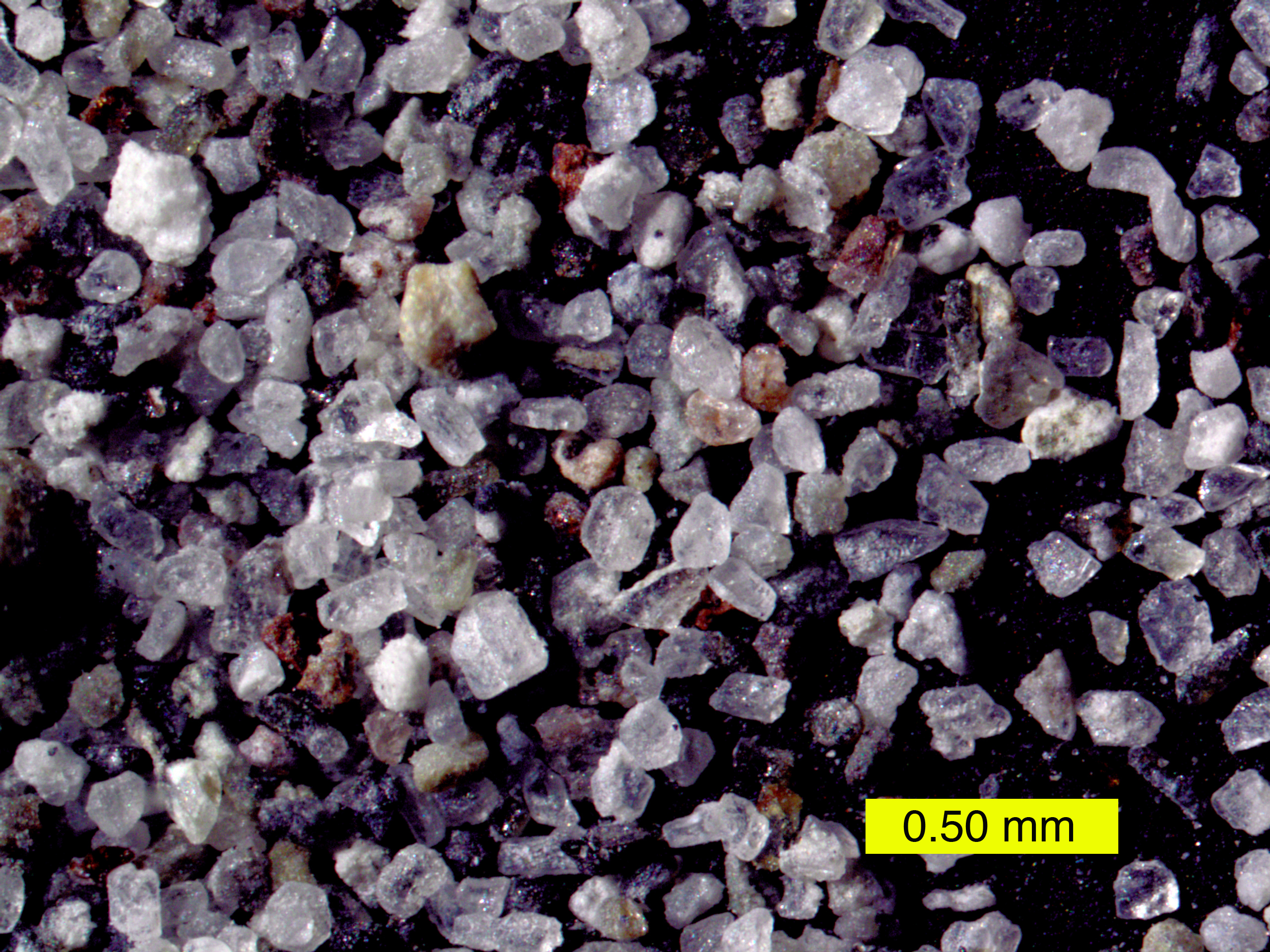
Vulkáni hamu

A felszínre jutott, gáztalanodott láva megszilárdulásával alakulnak ki a magmás kőzetek, amelyeket vegyi összetételük és megszilárdulásuk formája szerint is csoportosítunk. Összetétel szerint fő csoportjaik: a bazalt (szürkésfekete), az andezit (szürkés, vörösbarna), a riolit (fehéres).

### Tefra
A láva mellett a vulkáni kitörés sokféle törmelékanyagot is szolgáltat: ezek gyűjtőneve a tefra. Ezeket az egyes darabok a formája és mérete szerint csoportosítva különítjük el a vulkáni bombákat, a lapilliket és a vulkáni hamut. Ezekből diagenezis során vulkáni tufa, breccsa és vulkáni konglomerátum keletkezik.

### Gázexhalációk

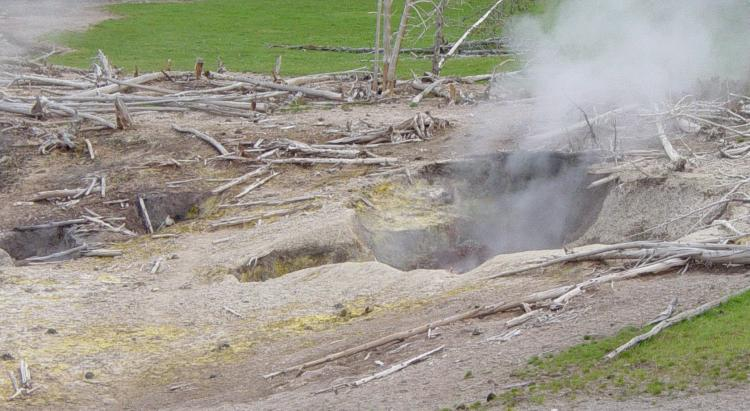
Fumarola kénes lerakódásokkal a nyílás körül

Egy vulkáni kitörés során a szilárd halmazállapotú anyagok mellett gázok és gőzök is kerülnek a felszínre. Ezek egy része juvenilis, azaz a magmából származik, másik része pedig vadózus, azaz a földkéregből került a magmába. A juvenilis és vadózus gőzök-gázok aránya rendkívül változó. Léteznek olyan kitörések is, amelyekből csak vízgőz jut a felszínre.
A vulkáni kitörés pillanatában felszínre kerülő gázok pontos összetételét meglehetősen nehéz mérni, de a kitörés előtti és utáni gázszivárgásokat vizsgálva megállapították, hogy a vízgőz mellett a leggyakrabban szén-dioxid, szén-monoxid, nitrogén, metán, ammónia, fluor, hidrogén, klór, kén-hidrogén, kén-dioxid és fémkarbid-gőzök kerülnek a felszínre. A hidrogén és metán egyaránt könnyen begyullad, és lángba boríthatja a vulkán környékét (mint a Mount Pelée 1902-es kitörésénél). A gázok hőmérséklete ritkán emelkedik 1000 °C fölé.
A felszínre kerülő gázok vegyi összetétele főként a láva összetételétől és hőmérsékletétől függ. Az izzó lávából elsősorban klór, sósav, szén-dioxid, kén-dioxid és nátrium-karbonát válik ki, míg a 650-200 °C hőmérsékleti tartományt gyakran a sósav, ammónium-karbonát, vas-klorid jellemzi. Az alacsonyabb (200-100 °C) hőmérsékletű lávából főként kénhidrogén válik ki, míg a 100 °C alatti lávából már szinte csak a szén-dioxid szabadul fel.
A gázexhalációk a vulkáni működés minden fázisát végigkísérik a kitörés előtti szakasztól a paroxizmuson át a vulkáni utóműködésig.

## A vulkáni működés

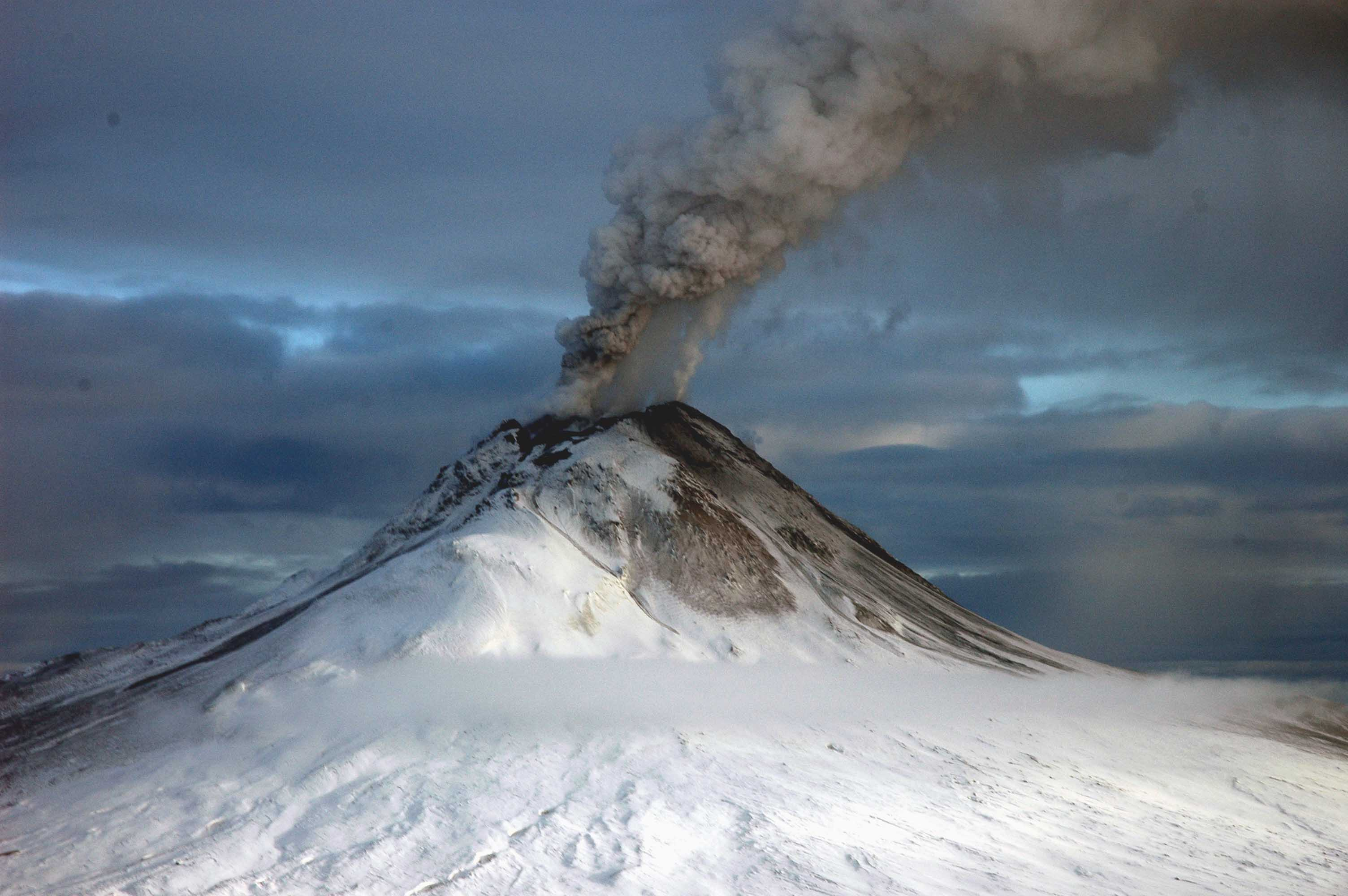
Aktív vulkán: az alaszkai Augustine

A vulkáni működés szempontjából a vulkánokat leggyakrabban négy kategóriába sorolják: működő, szunnyadó, potenciálisan aktív illetve kialudt. Ez az osztályozás azonban rendkívül pontatlan, hiszen a határokat nehéz megvonni. Egy aktív vulkán definíció szerint éppen kitör, vagy kitörése bármely percben várható. Ez azonban részlegesen a szunnyadó vulkánokra is igaz, hiszen azok kitörése is várható. Ezt úgy értelmezhetjük, hogy egy szunnyadó vulkán aktiválódhat: ezek a potenciálisan aktív vulkánok. Ha kvantifikálni próbáljuk a fenti kategóriákat, aktív vulkánoknak leginkább azokat nevezzük, amelyek a történelmi időkben bizonyíthatóan működtek (leginkább, ha erről van írásos feljegyzés). A különböző vulkánok aktivitását vizsgálva a vulkanológusok megpróbálták behatárolni a „történelmi időt”. Ennek eredményeként az aktív-inaktív határt 10 000 évvel ezelőttre tolták ki, de ez sem teljesen helytálló, ugyanis vannak olyan, potenciálisan aktív vulkánok, amelyek utolsó lávaömlése 75-150 ezer éve volt (pl. Yellowstone-kaldera). Ezeket figyelembe véve a vulkánokat három kategóriába kéne sorolni: működő, potenciálisan aktív és kialudt. Ezt csak úgy pontosíthatnánk, ha minden vulkán magmakamrájáról lennének pontos adataink.

### A vulkáni kitörések folyamata

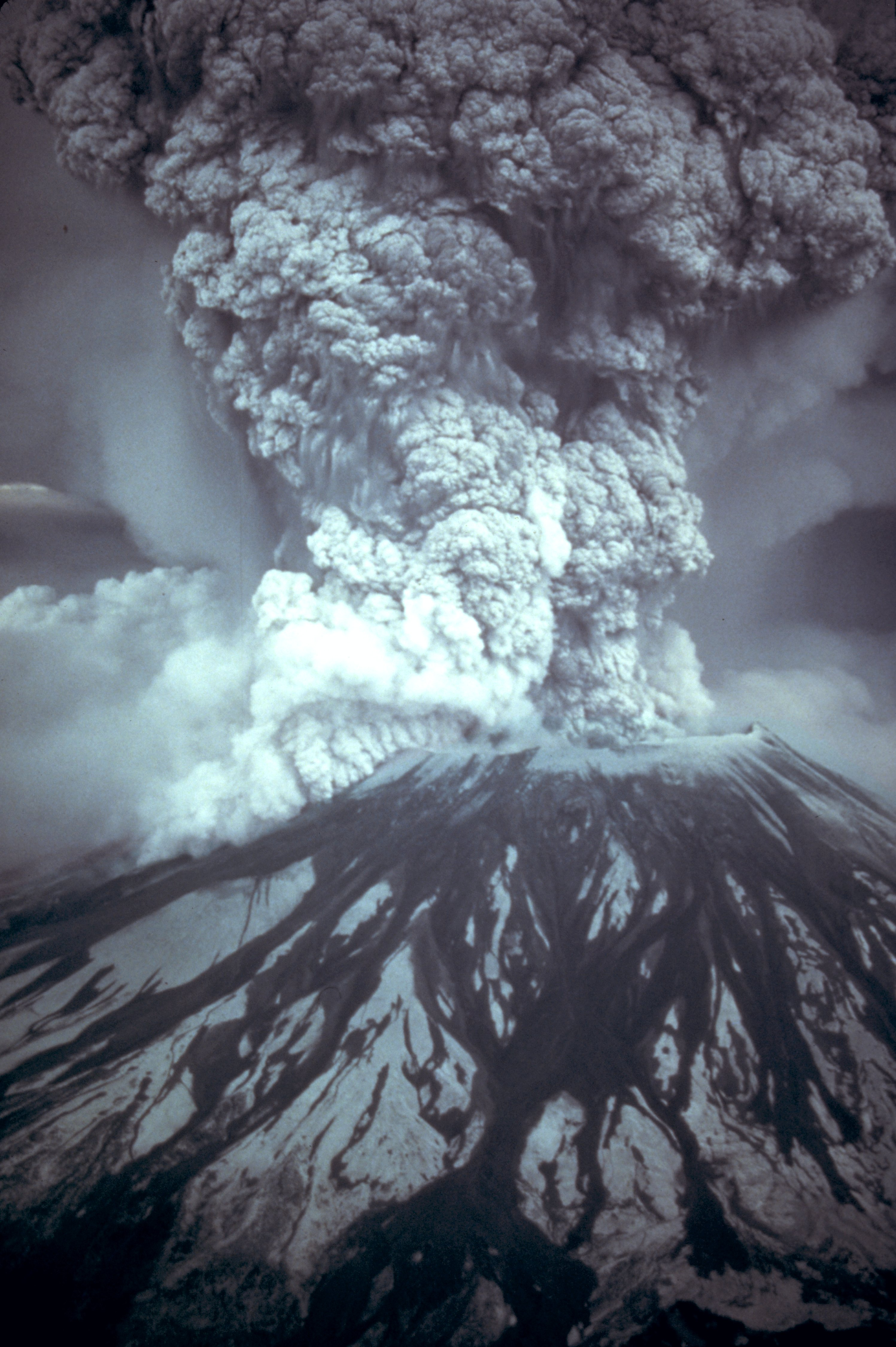
A Mount St. Helens kitörése 1980. május 18-án

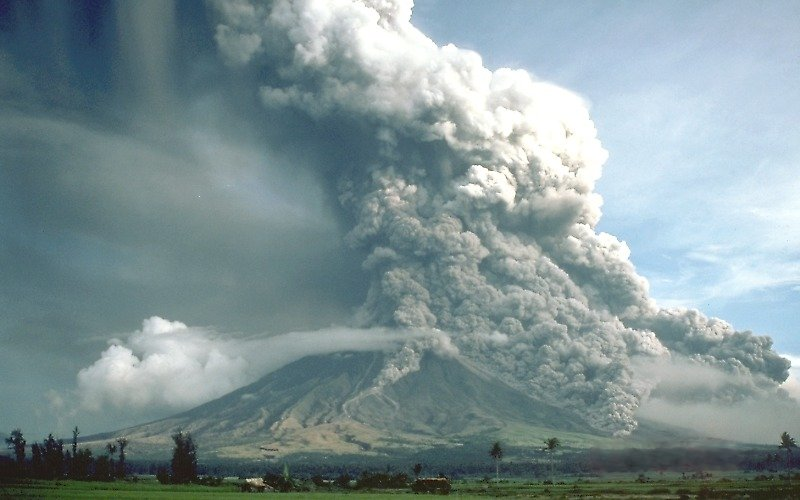
Piroklasztár a Mayon vulkán oldalán

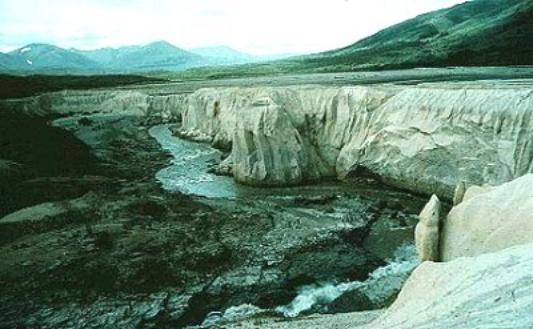
Ignimbritrétegek a Katmai vulkán lábánál

A vulkáni kitörés a mélységi eredetű termékek felszínre kerülése és mozgása. A kitörések között a magma közelségét gőzök, gázok, forró vizek feltörése mellett olykor földrengések jelzik. A vulkanizmus kísérőjelenségeinek nevezzük azokat a jelenségeket, amelyek eredményeként nem magma vagy a gázok által kirobbantott törmelék kerül a felszínre. Ezek közülük jelzés értékűek a földrengések: ezek vagy a földkéregben-földköpenyben pattannak ki, vagy a kéreg felső részén:
- a kürtőben felnyomuló magma felboltozó hatása,
- a kitöréskor lezúduló izzó törmelékárak,
- a lávadómok összeomlásának eredményeként.

A vulkáni kitörés közelségét többnyire a földlökések gyakoriságának növekedése, a jellegzetes (pl. kénes) gázkitörések szaporodása, hevesebb működésnél esetleg a felszín emelkedése jelzi. Magát a vulkáni működést – a kitörés típusától függően – heves robbanás vagy robbanássorozat vezeti be. A nyitott kürtőkből a friss magma első, buborékosodott, fragmentált termékeit a kitörési oszlop sok vagy több tucat km magasba is magával ragadhatja. A kitörési oszlop mellett a vulkáni működésre számos más folyamat is jellemző: ilyenek a lavinák, iszapárak stb. A vulkáni kitörés tetőfokát paroxizmusnak nevezik.
A főleg felfelé terjeszkedő oszlop a kitörés energiájától (és a légköri viszonyoktól) függő magasságot elérve szétterjed, és a tűzhányót övező kisebb-nagyobb területen kihullik belőle a felkapott salak, horzsakő vagy hamu (ez a piroklasztszórás). Ha a magmautánpótlás alábbhagy, a kitörési oszlop össze is omolhat, és ilyenkor a kitörés termékei izzó vulkáni árként zúdulnak alá – ezek a piroklasztárak.

#### Piroklasztszórás
A piroklasztszórásnak kétféle módját különböztetjük meg. A törmelékek vagy a robbanással kialakult kitörési oszlopból rakódnak le, vagy a piroklasztár tetején kialakult (illetve az árat eltakaró, beborító) hamufelhőből hullanak ki. Ez utóbbi módon jóval több törmelék ülepedhet ki, mint az összeomló kitörési oszlopokból. A piroklasztitszórás lehet:
- salakszórás – ez a bazaltvulkánokra jellemző. A salak szemcséi hamu illetve lapilli méretűek, de vegyülhetnek belé bombák is. Mindössze néhány méter vastag; ez a fajta szórás produkálja a legkevesebb anyagot.
- horzsakőszórás – általában az átmeneti, savanyú vagy alkáli magmákra (andezit, riolit, fonolit, trachit) jellemző. Szemcséi főleg lapilli méretűek; a kiszórt törmelék elérheti néhány tucat köbkilométert.
- hamuszórás – sokféle vulkán működésének része lehet. A hamurétegek legfeljebb néhány méter vastagok, de térfogatuk akár több száz köbkilométert is lehet.

#### Torlóár vagy piroklasztár
A piroklasztárakban a gázok forró, szilárd anyagot (piroklasztot vagy friss lávadarabokat) fluidizálnak részlegesen. Az ár gyorsan zúdul le a völgyekben, mélyedésekben; sebessége gyakorta 100–200 km/h, ritkán több száz is lehet. Kétféle módon keletkezhet: olyankor, amikor a lávadóm vagy viszkózus lávafolyás válik instabillá és omlik össze és olyankor, amikor ezt a kitörési oszlop teszi. Rendkívül veszélyes jelenség; ez követeli a legtöbb halálos áldozatot. A törmelékanyag mérete és összetétele alapján osztályozzák:
- A blokk- és hamuár (vagy nuée ardente) semleges vagy savanyú kőzetek változó méretű törmelékeiből áll. A Mt. Peléé 1902-es kitörésekor nevezték el így a helyi, francia nyelvű lakosok a vulkán felett kialakult izzófelhőt. Általában kis területet borít be, és 1 km³-nél kevesebb törmeléket rak le.
- Salakár (vagy scoria) – általában apró (lapilli és hamu) méretű bazaltos kőzetek alkotják. A hamuárakhoz hasonlóan ez is kis területen ülepszik le.
- Horzsakő- és hamuár – savanyú vagy átmeneti kőzetekből, és heves (plíniuszi) kitörésekkel keletkezik, nagy területeken. Nagyrészt vulkáni hamuból és lapilli méretű horzsakövekből áll: így keletkeznek az ignimbritek.

#### Piroklaszt-torlóár
A piroklaszt-torlóár gázt, kis koncentrációjú szilárd anyagot (piroklasztot) és gyakorta vízgőzt tartalmazó, turbulens vulkáni ár. Általában völgyekben, mélyedésekben zúdul alá, mint egyfajta átmenet a szórás és az ár között. A torlóár mozgása gyors, de a turbulens jelleg miatt nem jut el messzire. Három típusát különítjük el:
- Alapi torlóár – változó kőzetanyagból, általában freatikus vagy freatomagmás kitörések során keletkezik. Hőmérséklete alacsony, mert a víz lehűti.
- Felszíni torlóár – savanyú vulkánok terméke; általában horzsakő- és hamuárakkal társul.
- Hamufelhő-torlóár – szintén főleg savanyú magmákból keletkezik; a piroklaszt-árakkal társul. Anyaga elsősorban finomszemcsés vulkáni hamu.

### Lávafolyások

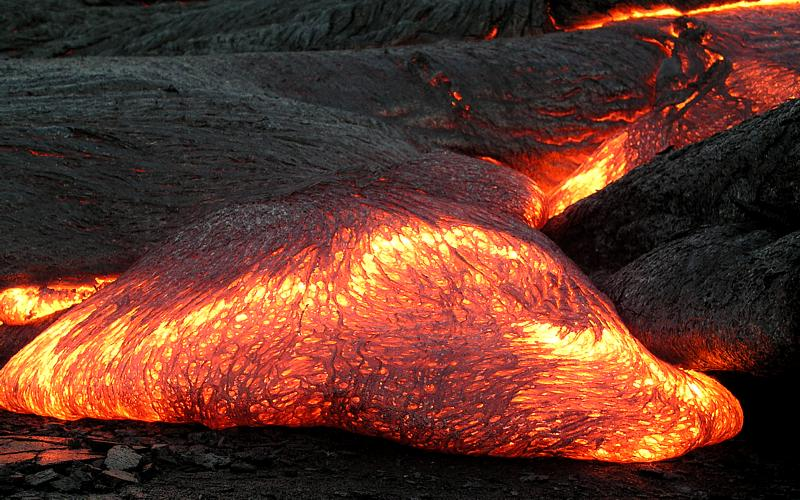
Pahoehoe-láva

A lávafolyások (vagy lávaömlések) a piroklaszt-árak mellett a vulkáni működés jellegzetes formái. A jelentősen gáztalanodott láva a vulkáni kúp lejtőin, mélyedéseiben szétfolyik. Földünkön – az óceánközépi hátságok hasadékvölgyeit leszámítva – jelenleg elsősorban a Hawaii-szigeteken, Izlandon és az Etnán gyakori – utóbbin pár tucat méter széles, pár kilométerre jutó lávafolyások formájában. A történelem során feljegyzett legnagyobb lávafolyás az izlandi Laki-hasadék 1783-as kitörése során keletkezett, amikor több mint 14 km³ láva terült szét a felszínen. A legnagyobb lávafolyások a mezozoikumban voltak (ezek egyikeként Dekkán-fennsík bazalttakaróját 1 millió km³ bazalt építi fel).
A lávafolyások méretét (térfogatát, vastagságát) és sebességét befolyásoló fő tényezők:
- az effúziós ráta (a láva utánpótlásának, illetve kiáramlásának intenzitása)
- a magma (láva) fizikai tulajdonságai (nyomása, sűrűsége, viszkozitása, vegyi összetétele).

A lávafolyásokat a kőzet típusa szerint osztályozzák:
- bazaltláva-folyások
  - az aa-láva (rögös láva) felszíne durva és rögös,
  - a pahoehoe-láva (kötélláva) felszíne sima, lebenyes;
- andezitláva-folyások – általában darabos, tömbös, ritkábban aa-láva jellegű folyások. A viszkózusabb andezitlávák inkább alkotnak lávadómokat, mint folyásokat;
- dácitláva-folyások – a dácitban még több a szilícium, ezért csak ritkán folyik, inkább dómként szilárdul meg;
- riolitláva-folyás – nagyon ritka jelenség, mivel a riolitláva annyira viszkózus, hogy lávadugóként többnyire már a kürtőben megdermed (mint a Mt. Peléé 1902-es kitörésekor).

### A vulkáni kitörések osztályozása a kiszórt piroklasztok térfogata szerint

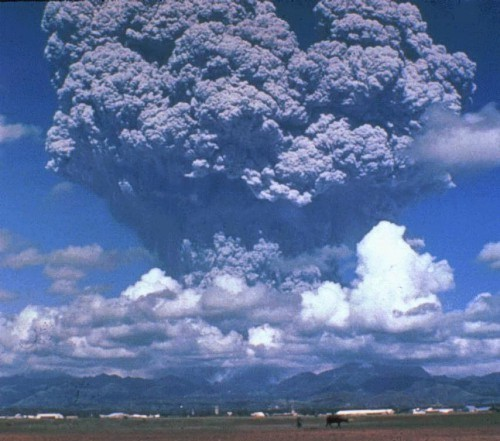
A Pinatubo 1991. június 12-i VEI 6-os fokozatú kitörése

A vulkánkitörések három tényező szerint osztályozhatók.
A magnitúdót a piroklasztok teljes mennyisége határozza meg.
A szétszóróképesség a kiszórt anyaggal elborított terület; ez főleg a kitörés mozgási energiájától függ.
Az erupciós ráta: a kiáramló magma mennyisége másodpercenként (m³/s-ban).
Ha a fenti tényezők mérőszámai nagyok – azaz a kitörés termékei erősen fragmentáltak, sok anyag nagy területen szóródik szét – akkor heves, robbanásos kitörésről beszélünk. Ez nem számszerűsíthető, csupán a „szelíd”, lávaöntő (effuzív), és a „heves”, robbanásos (explozív) működés közötti átmenet fokát, mértékét adhatjuk meg. Erre C. G. Newhall és S. Self 1982-ben egy összesítő index, a VEI (Volcanic Explosion Index) („vulkánkitörési index”) bevezetését javasolta, és ezt azóta széles körben elfogadták.
A VEI elsősorban a fenti tényezőkön alapul, de figyelembe vesz egyéb mennyiségi (kitörési időtartam stb.) és minőségi (leírás, légköri hatás stb.) jellemzőket is. A VEI skála 9 fokú. A történelmi idők legnagyobb kitörése, az indonéziai Tambora 1815-ös kitörése 7-es fokozatú – ennél nagyobb (8-as, 9-es) kitöréseket csak a földtörténetből ismerünk.
| VEI | Kitörés típusa           | Leírás             | Kitörési oszlop magassága | A kiszórt törmelékanyag térfogata | Gyakoriság  | Példa                       | Előfordulás † |
| --- | ------------------------ | ------------------ | ------------------------- | --------------------------------- | ----------- | --------------------------- | ------------- |
| 0   | Hawaii-típus             | effuzív            | < 100 m                   | < 10 000 m³                       | naponta     | Mauna Loa                   | gyakori       |
| 1   | Hawaii-Stromboli-típus   | enyhe              | 100–1000 m                | > 10 000 m³                       | naponta     | Stromboli                   | gyakori       |
| 2   | Stromboli-Vulcano-típus  | explozív           | 1–5 km                    | > 1 000 000 m³                    | heti        | Galeras (1993)              | 3477†         |
| 3   | Volcano-Peléé            | explozív           | 3–15 km                   | > 10 000 000 m³                   | évi         | Nevado del Ruiz (1985)      | 868           |
| 4   | Szub-plíniuszi           | katasztrofális     | 10–25 km                  | > 0,1 km³                         | ≥ 10 év     | Soufrière Hills (1995)      | 278           |
| 5   | Plíniuszi                | katasztrofális     | > 25 km                   | > 1 km³                           | ≥ 50 év     | Mount Saint Helens (1980)   | 84            |
| 6   | Ultra-plíniuszi          | kolosszális        | > 25 km                   | > 10 km³                          | ≥ 100 év    | Pinatubo (1991)             | 39            |
| 7   | Ultra-plíniuszi          | szuper-kolosszális | > 25 km                   | > 100 km³                         | ≥ 1000 év   | Tambora (1815)              | 4             |
| 8   | Plíniuszi-ultraplíniuszi | mega-kolosszális   | > 25 km                   | > 1000 km³                        | ≥ 10 000 év | Toba (73 000 évvel ezelőtt) | feltételezett |

† a Smithsonian Intézet adatai alapján

### A vulkáni kitörések osztályozása a felszínre jutó anyag összetétele szerint

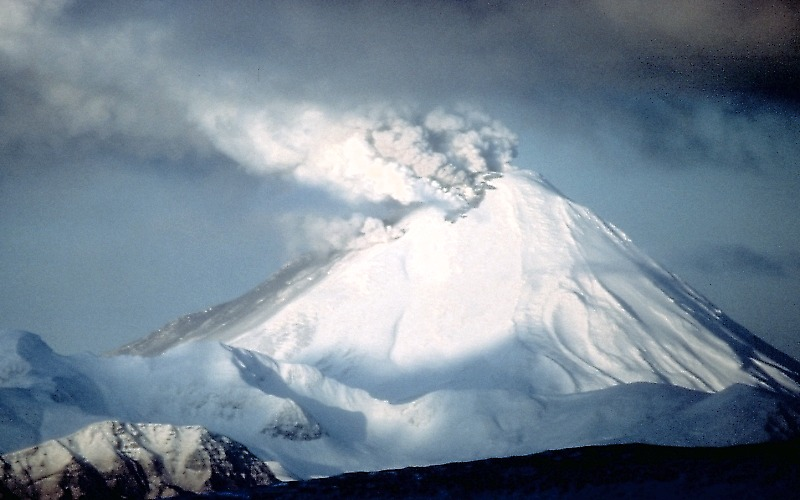
Az alaszkai Kananga vulkán 1994-es kitörése

A víz alatt kitörések alapvetően különböznek a „szárazoktól”. Ennek alapján robbanásos (explozív) kitörések három típusát különböztetjük meg:
- A magmás robbanásos kitörés kiváltó oka a feltörekvő magma buborékosodása (a magmában oldott illóanyagok kigázosodása, illetve kioldódása), mechanizmusa pedig a fragmentáció (a belső túlnyomás – nem ritkán a légköri nyomás 20–100-szorosa – szétrobbantja a buborékokat). A szétrobbanó fedőburok darabjait a feltörő gázok szétszórják – az ilyen kitörések oszlopa akár 20 km-nél magasabb is lehet, a törmelékkel beszórt terület elérheti a több száz km²-t. Ilyen a szárazföldi robbanásos kitörések nagy többsége.
- A freatomagmás kitörés oka, hogy a fölfelé áramló magmához jelentős mennyiségű víz keveredik, és a fedőburkot az ebből fejlődő gőz, illetve vízgáz robbantja szét. A magmához keveredő víz származása szerint három típusukat különböztethetjük meg:
  - jellemzően ilyenek a tenger alatti kitörések;
  - a szárazföldi kitörések közül jellemzően ilyenek azok, amikor a magma fölfelé vezető útján jó vízvezető és ezért sok felszín alatti vizet tartalmazó üledékes kőzeteket tör át;
  - freatomagmás kitörést eredményez, amikor a magma a kürtőben kialakult krátertó vizével keveredik. Ilyenkor, ha a tó vize elfogy, de a magmának még van utánpótlása, a kitörés jellege teljesen átalakul.

A reduktív környezet eredményeként a freatomagmás kitörések jellemző gáza a szén-dioxid mellett a kénhidrogén. Mivel a víz lefojtja a kitörést, az oszlop magassága ritkán lépi túl a 10 km-t, a törmelékkel beszórt terület pedig a 20 km²-t. A lávafolyások megjelenése egyáltalán nem jellemző.
- A freatikus („gőz hajtotta”) kitörésekben mélységi anyag egyáltalán nem vesz részt; a magma csak mint hőszolgáltató játszik szerepet. Freatikus kitörések gyakran alakulnak ki a jégpáncél alatt megrekedt magmás testek felett, befagyott krátertavakban stb.

### Kitöréshez kapcsolódó jelenségek

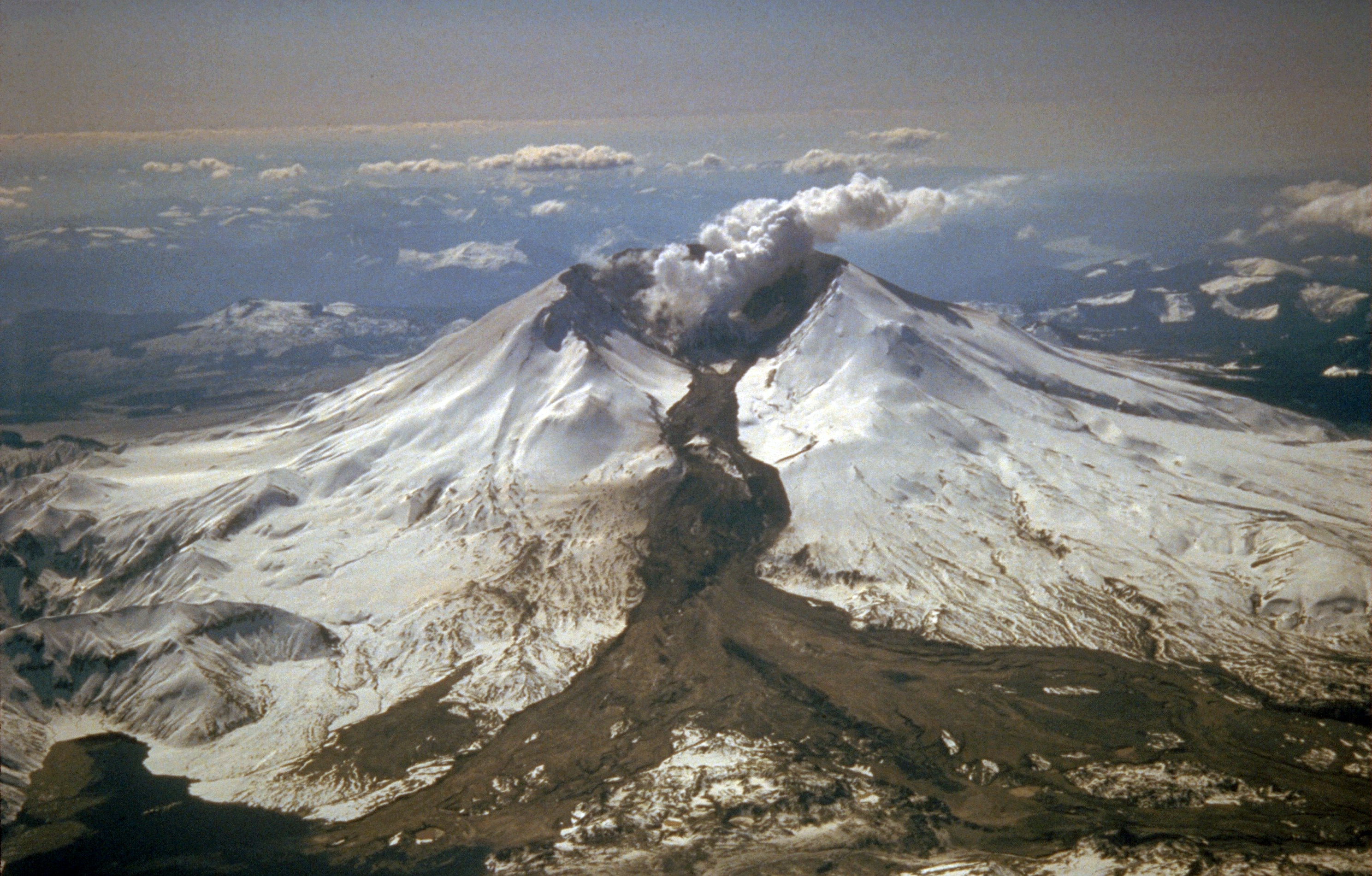
A Mount St. Helens 1982-es kitörése során keletkezett lahar

A vulkáni kitörések számos olyan természeti jelenséget idézhetnek elő, amelyek más körülmények között is kialakulhatnak. Ilyen jelenségek:
- A vulkáni kitörést számos földrengés kíséri a kitörés előtt és alatt. Ezt a felfelé törekvő magma feszültségének felszabadulása okozza.
- A lahar (vagy iszapár) kitöréskor, a vulkán lejtőjén lezúduló piroklaszt-ár és víz elegye. Rendkívül veszélyesek erősségük és nagy sebességük miatt (akár több, mint 10 méter/másodperc). Kialakulásuknak oka lehet a hegyet borító jég- és hósapka megolvadása a kitörés során, krátertó kiszabadulása vagy heves esőzések.
- A legpusztítóbb földcsuszamlások a vulkánok tevékenységéhez kötődnek, amikor a lejtők gyenge rétegei a elmozdulnak lefelé. Általában a sztratovulkánok működésére jellemzőek.
- A vízalatti kitörések során a felettük lévő víztömeg elmozdulhat cunamit okozva, mely pusztító erővel zúdul a tengerparti vidékekre.

### A kitörések előrejelzése

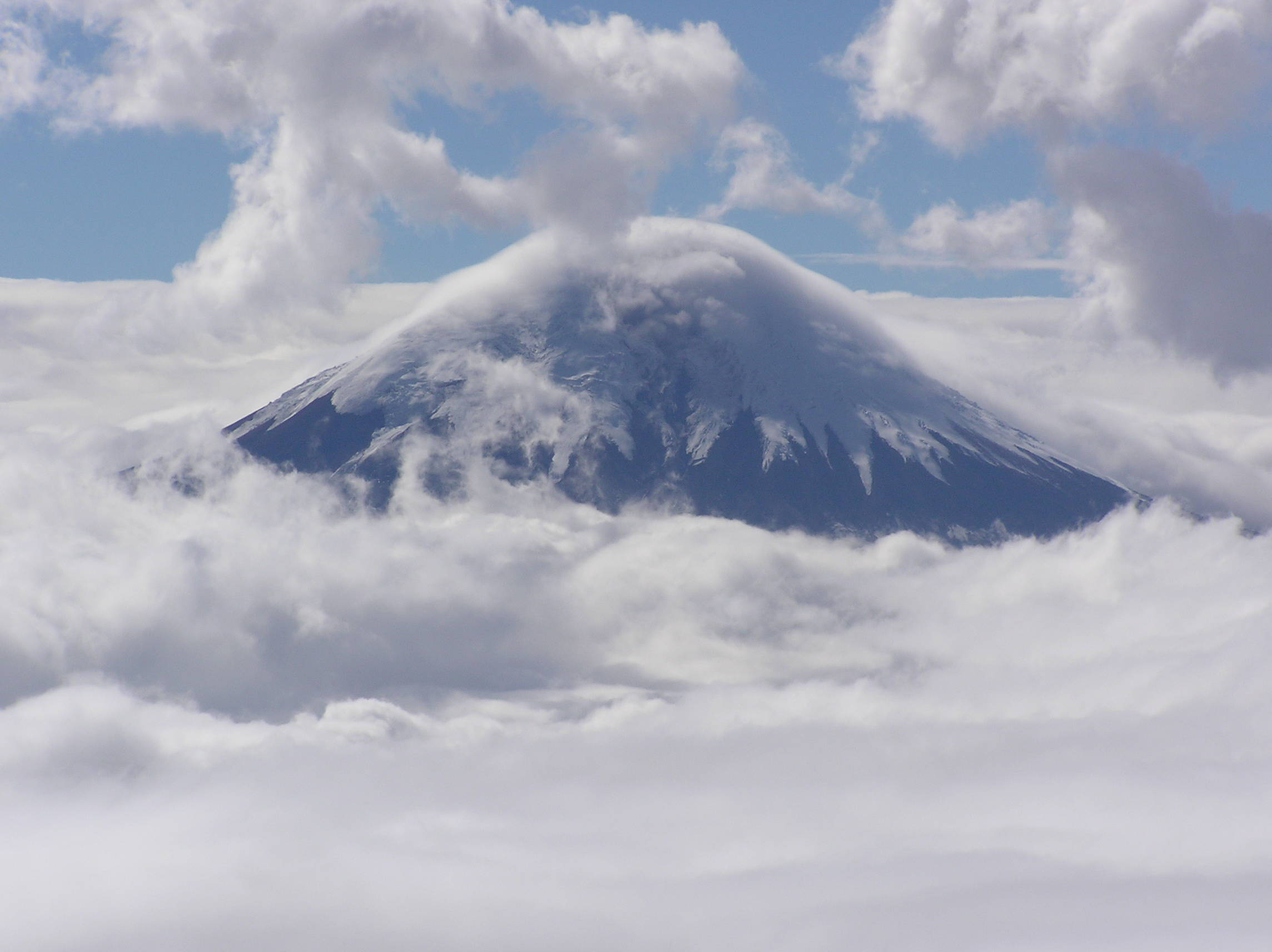
Cotopaxi (Ecuador)

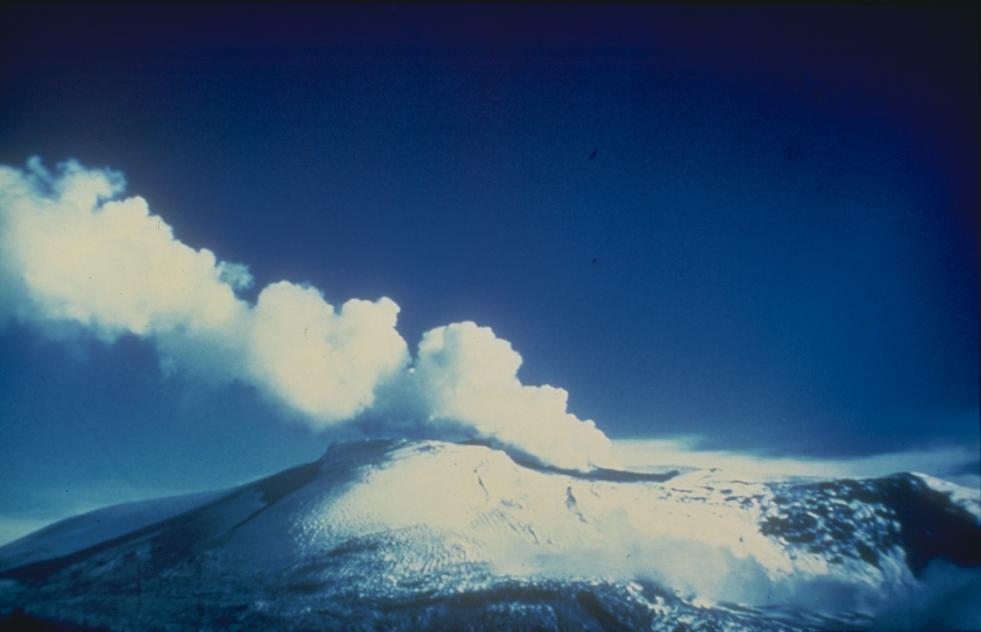
A Nevado del Ruiz 1985-ös kitörése során (Kolumbia)

A vulkáni kitörések előrejelzése során a tudósok öt alapelvet vesznek figyelembe:
1. a vulkáni működés inflexiós pontjának alapelve kimondja, hogy a hosszabb ideje szunnyadó vulkán előbb-utóbb instabillá válik és kitör
2. az egybeeső előjelek alapelve szerint egyetlen monitorizált paraméter változása még nem jelzi egy kitörés bekövetkeztét, de több egyszerre változó paraméter már igen
3. a vulkáni működés megismerésének alapelve kimondja, hogy a kitörés előrejelzésénél szem előtt kell tartani a korábbi kitörések során megtapasztalt jelenségeket
4. a váratlan jelenségek alapelve szerint a kitörést számos nem várt, vagy szokásosnál gyorsabban zajló jelenség is jelezheti
5. a kitörések előjeleinek vizsgálata szerint, minden vulkánnak sajátos „tünetei” lépnek fel kitörést megelőzően.

A vulkáni kitörések nem jelezhetők sztochasztikus módszerekkel, csak a röviddel a kitörés előtt jelentkező tünetek vizsgálatával, amiatt szükséges ezek folyamatos monitorizálása, ami rendkívül költséges, de az egyetlen módszer a kitörések előrejelzésére.
A vulkáni kitörések előrejelzésének módszerei:
- Szeizmológia – a vulkáni kitörések előrejelző folyamata a földrengés, melyet a feltörekvő magma okoz. Három típusa különböztethető meg: a rövid idejű földrengések a felszín alatti magmakamrák növekedése során pattannak ki; a hosszú idejű földrengéseket a vulkán belsejében felgyülemlett gázok nyomásváltozása okozza; a harmonikus rengéseket a felfelé törekvő magma okozza (nevét az általa okozott morajló hang után kapta). A szeizmikus jelenségek értelmezése nehéz, de egyben a legjobb előrejelzője a kitöréseknek, főleg ha a hosszú idejű és a harmonikus rengések gyakoriakká válnak.
- Gázexhalációk vizsgálata – amint a magma felszínközelbe kerül és lecsökken a nyomás, a gázok kiválnak. A legjellemzőbb gáz a kén-dioxid, amelynek nagy mennyiségű felszínre kerülése egy közelgő kitörés előjele lehet.
- Felszíni deformációk monitorozása – a felszín alatti magma mennyiségének növekedése a felszín deformálódását okozhatja, emiatt a potenciálisan aktív vulkánok méreteit és alakját pontosan monitorizálják
- Geotermika – a magma és a feltörekvő gázok hidrotermás jelenségeket okoznak, amelyek a Föld belső hőjének változását idézik elő.
- Hidrogeológiai mérések – fúrások tanulmányozása során azt tapasztalták, hogy kitörés előtt, a belső gázok nyomására a felszínalatti vízrétegek megemelkednek, majd közvetlenül a kitörés előtt visszaesnek.

## A vulkánok osztályozása
A vulkánok osztályozására számos változat létezik, annak függvényében, hogy a rendszerezést milyen paraméterek figyelembe vételével végezték el. Az alábbiakban néhány ismertebb osztályozást mutatunk be.

### A kitörés helyének alakja szerint

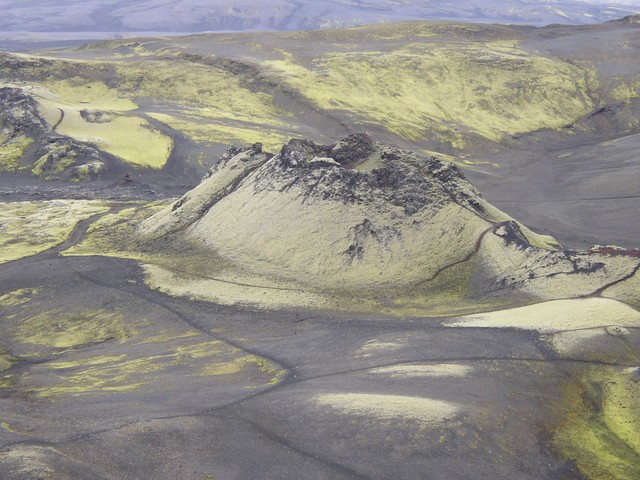
Laki (Izland)

A kitörés helyének alakja szerint három típusú vulkánt különböztethetünk meg:
- areális (felületi) vulkántípus – napjainkban nem léteznek hasonló vulkánok, de a földtörténeti múltból ismert néhány. Lényege, hogy a földkérget időnként áttörték a magmatömegek hatalmas lávatakarókat képezve (pl. Arab-fennsík, Dekkán-fennsík, stb.)
- labiális vulkántípus (résvulkán) – a divergens lemezszegélyeken keletkezik, amikor a repedésekből kiömlő (elsősorban bázisos) láva szétterül takarót alkotva. Nincs gázrobbanásos és törmelékszórásos működési fázisa (pl. izlandi Laki-hasadék, Columbia-fennsík, stb.)
- centrolabiális vulkántípus – átmenet a labiális és centrális vulkántípusok között. Ezen vulkánok kitörései hosszan elnyúló és széles láva- és tufatakarókat hoznak létre, amelyeken vulkáni kúpok ülnek (pl. a mexikói Sierra Volcanica Transversal, a Visegrádi-hegység, stb.)
- centrális (csatornás) vulkántípus – napjaink legelterjedtebb típusa, mely során a vulkáni kitörést a kürtőn át feltörő anyag táplálja

### A kitörés típusa alapján
A kitörés típusa alapján három típusú vulkán különíthető el:
- robbanásos (explozív) típus
- kiömléses (effuzív) típus
- vegyes típus

#### Explozív vulkántípusok

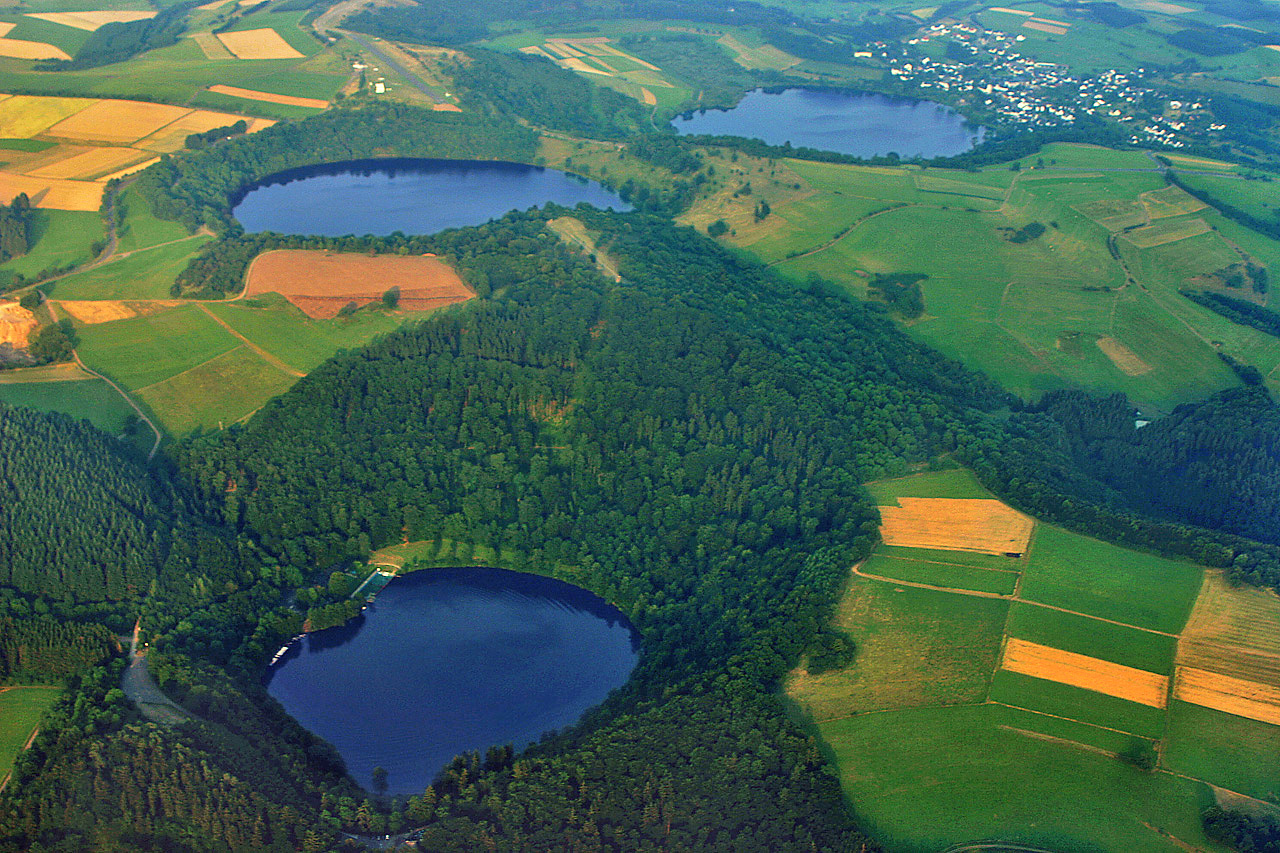
Maarok a németországi Daun mellett

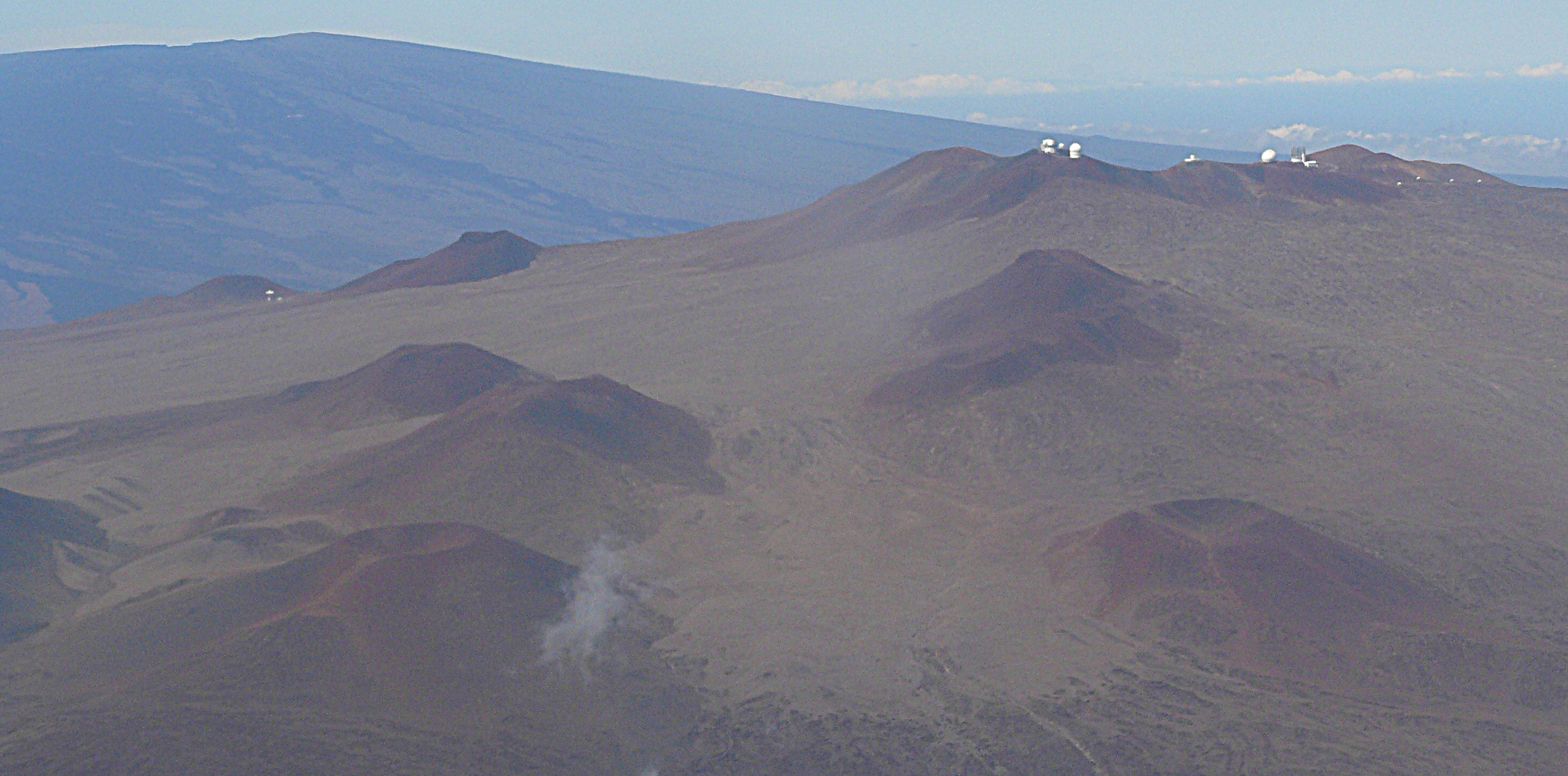
Mauna Kea, Hawaii-szigetek

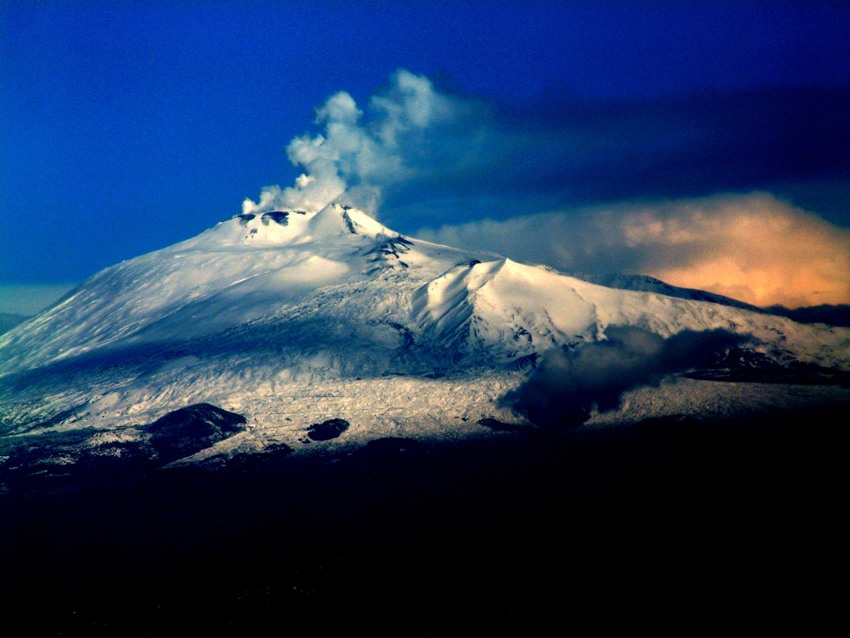
Etna, Olaszország

A robbanásos (explozív) vulkánok általános jellemzője, hogy kevés lávát, de rengeteg gázt és gőzt termelnek, melyek nagy erővel, robbanásszerűen törnek ki a kráterből, rengeteg kőtörmeléket sodorva magukkal, amint szétrobbantják a kürtőben lévő lávatömeget, vagy sok esetben magát a vulkáni kúpot is. Típusai:
- maar-típus (vulkánembrió) – ezekre a vulkánokra az egyszeri kitörés jellemző, melynek során a robbanásszerűen kiszabaduló gázok a földkéreg repedései mentén vulkáni csatornákat hoznak létre. A kitörés során felszínre hozott kőzettörmeléket a kráter nyílása körül alacsaony kúp formájában halmozzák fel. Ilyen vulkáni képződmények találhatók az Eifel-hegységben (Németország) és Auvergne (Franciaország) területén.
- Krakatau-típus – ezen kategóriába azon vulkánok tartoznak, melyek kitörése a Krakatau 1883-as kitöréséhez hasonlít, minek során vulkáni kúp nagy része szétrobbant óriási mennyiségű kőzetdarabokat és vulkáni hamut szórva szét. Ebbe a kategóriába sorolható a Sunbawa-szigeti Tambora, az alaszkai Katmai, az új-zélandi Mount Tarawera és a japán Bandai-hegy, valamint az Amerikai Egyesült Államokban található Mount Saint Helens.
- Vulcano-típus – a Lipari-szigetek egyikén található vulkánról kapta a nevét, amely időszakosan működik, lávája sűrű, és rendszerint csak a kráter pereméig jut el, ahol megszilárdul dugót alkot. Az alatta felgyülemlő gázok és gőzök időszakosan felrobbantják a dugót, ami során rengeteg kőzetanyagot és lávadarabkákat szór szét.
- Pelée-típus – a Martinique-szigeten található Mount Pelée után kapta a nevét. Ebbe a csoportba azon vulkánokat sorolják, melyeknek kitörése hasonló a Pelée 1902-es kitöréséhez, mely során a felgyülemlő gázok és gőzök megemelték a lávadugót, míg a felszínre nem kerültek óriási izzó gázfelhőt alkotva.

#### Effuzív vulkántípusok
Az effuzív vulkánok csoportjába tartozó vulkánok kizárólag lávát termelnek, kitörésüket nem kíséri robbanás. Két típusa létezik:
- Hawaii-típus – melyre az jellemző, hogy a vulkáni kráterben fortyogó 1200-1300 °C hőmérsékletű láva időnként megemelkedik az alatta felgyűlt gázok hatására és kicsordul a kráter peremén, óriási lávafolyásokat alkotva. Tipikus példái a Hawaii-szigeteken lévő Mauna Loa, Mauna Kea és Kīlauea vulkánok.
- spreading-típus – az óceáni hátságok repedéseiben működnek és hozzájuk fűződik a megújuló litoszféralemezek építőanyagának biztosítása.

#### Vegyes vulkántípusok
A vegyes vulkánok csoportjába sorolható a Föld legtöbb vulkánja, hiszen működési történetüket tanulmányozva, a legtöbbről elmondható, hogy működésére úgy az explozív, mint az effuzív jelenségek jellemzőek. Két típusba sorolhatók:
- Vezúv-Etna típus – időszakosan működő vulkánok tartoznak ide. Működésüket gőz- majd gázömlés vezeti be, majd földrengés és földalatti morajlás kíséretében megindul a törmelékszórás. A kráterből távozó vízgőz heves záport okoz. A lezúduló eső és vulkáni hamu keveréke iszapárakat (lahar) okoz, melyek a vulkán lejtőin hömpölyögnek lefelé. A kitörés tetőpontján (paroxizmus) elkezdődik a törmelékszórás, majd a lávaömlés. A lávaömlés után a vulkán fokozatosan elcsendesedik és a kitörés gázszivárgásokkal ér véget. A Vezúv tipikus példája a vulkán a vulkánban morfológiának, olyannyira, hogy ezt a somma-cono-atrio felépítést róla nevezték el. Ennek lényege, hogy egy korábban beomlott kráter belsejében alakul ki egy új vulkáni kúp. A Vezúv elődje a Monte Somma (1133 m) volt; ez egy hatalmas, ősi kráter falának maradéka: ennyi maradt az eredetileg több ezer méter magas hegyből, miután az fölrobbant. A tulajdonképpeni Vezúv vagy Gran Cono (1281 m) az egykori kráter közepén keletkezett, új vulkáni kúp. A Vezúvval azonos típusú működése van az Etnának, de lávája csak ritkán buggyan ki a fő kráterből, mert gyakran a vulkáni kúp oldala repedezik meg és ezeken át nyomul ki (oldalerupció). A láva kitódulásának helyein másodlagos vulkáni kúpok ún. parazitakráterek keletkeznek. Ebbe a csoportba sorolható többek közt a dél-amerikai Cotopaxi vulkán is.
- Stromboli-típus – a Lipari-szigeteken működő Stromboli kitörése során rengeteg gázt és törmeléket lövell ki. A kráterből kilövelt anyag nagy része salakfoszlány, ami a levegőben forogva megszilárdul és a földre érve lapított alakot vesz fel. Az üvegesen megszilárduló lávából lesz az obszidián. A Stromboli lávája híg, 1000-1200 °C hőmérsékletű és hamar merevedik. Folyás közben a megszilárduló lávát az utána következő lávafolyás összetöri. A láva felszínén folyásos, sodort és csavart szerkezet látszik, ezért kötéllávának is nevezik.

### A kitörések száma és a kúp szerkezete alapján

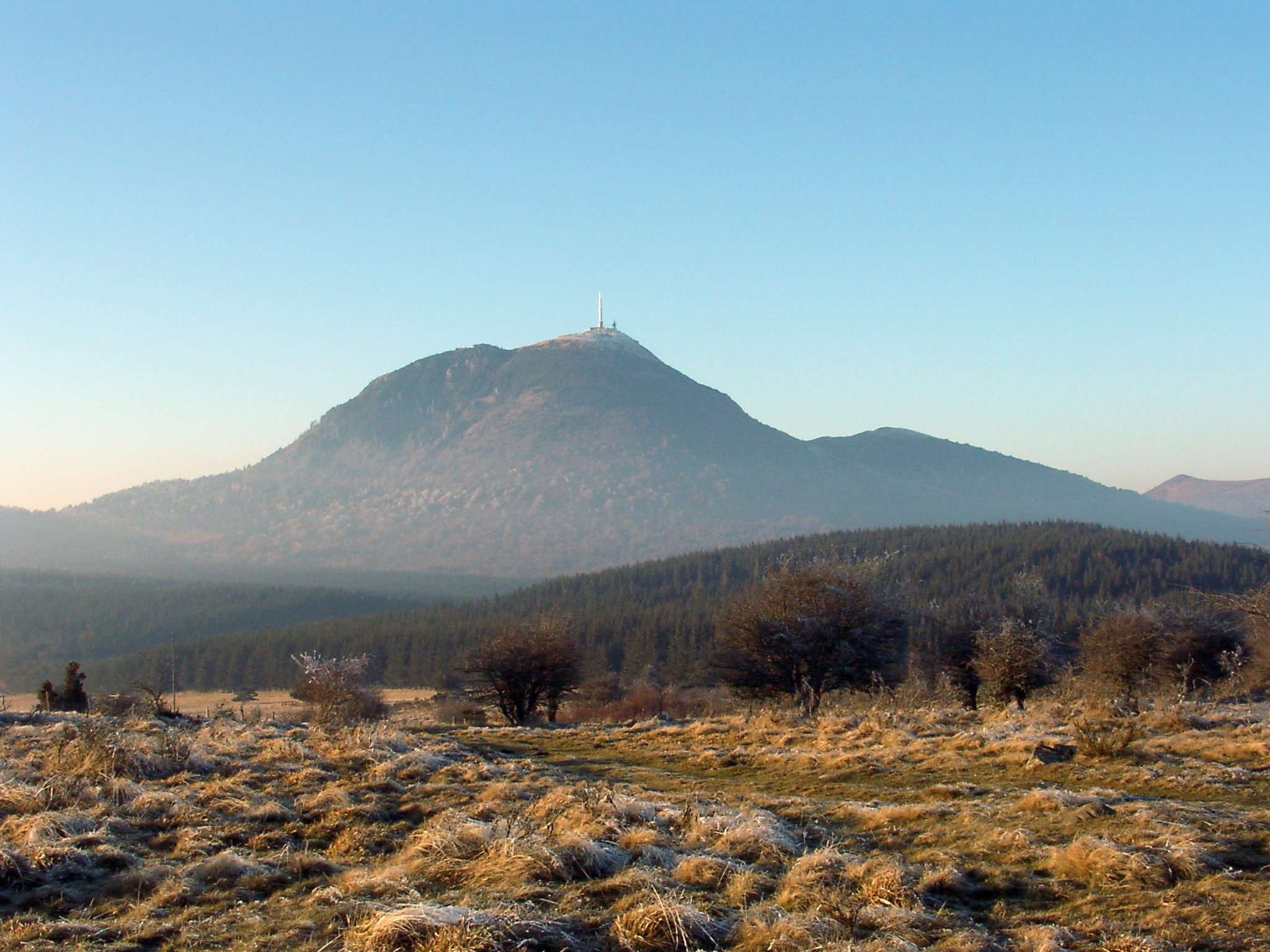
Puy de Dome, Franciaország

A vulkánokat a kitörések száma szerint két csoportba oszthatjuk:
- A monogenetikus vulkánok egyszeri kitörés eredményeként alakulnak ki. A gázszegény láva úgynevezett dagadókúpot épít fel. Az ilyen, jellegzetes hagymaszerkezetű dóm alulról felfelé növekszik. Ilyen például Franciaországban a Puy de Dome. Amikor a kitörés nemcsak lávát, de vulkáni törmeléket is hoz a felszínre, akkor vegyes felépítésű monogenetikus vulkáni kúpról beszélünk. Így keletkezett Pozzuoli mellett 1538-ban a Monte Nuovo.
- A poligenetikus vulkánokat nyugalmi időszakokkal elválasztott, sorozatos kitörések alakítják ki. Ha a vulkán bazaltos lávát termel, akkor a kúp lejtői enyhék lesznek: ezek a pajzsvulkánok. A viszkózus láva meredekebb lejtőkkel merevedik meg: ezek a dómvulkánok. A sorozatos kitörések eredményeként egymásra rakodó tufa- és lávarétegek eredményei a rétegvulkánok (sztratovulkánok).

### A vulkánok alakja és szerkezete szerint

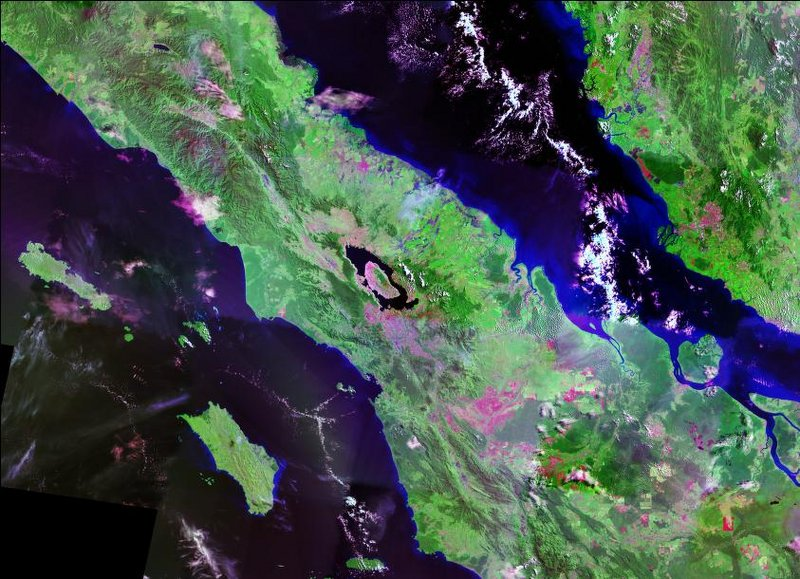
A Toba-tó látképe műholdfelvételen

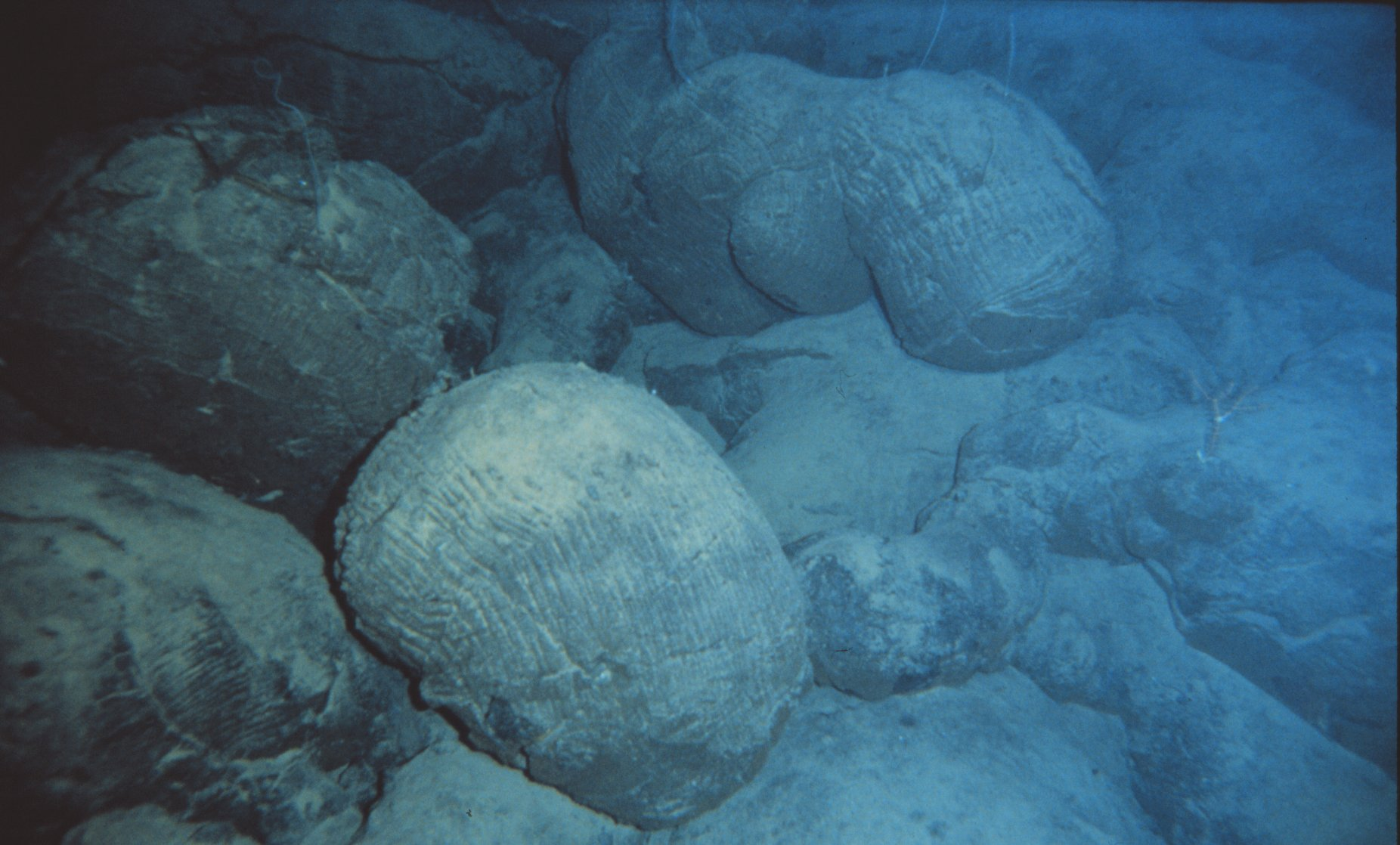
Párna-láva

A vulkánokat alakjuk és szerkezetük figyelembe vételével is osztályozhatjuk:
- pajzsvulkánok – bazaltos, alacsony viszkozitású lávából épülnek fel. A hígan elterülő láva enyhe lejtőjű kúpokat hoz létre. Tipikus példái a Hawaii-szigeteken lévő Mauna Loa, amely 9000 m magasra emelkedik az óceán fenekéről és 120 km átmérőjű.
- hamukúpok – jellegzetessége, hogy a vulkáni kúpot apró piroklasztitok és vulkáni hamu építi fel. Ezek általában rövid idejű kitörések során keletkeznek, magasságuk pedig 30–400 m között változik. Ilyen például a mexikói Parícutin valamint az arizonai Sunset Crater.
- rétegvulkánok – egy magas, kúp alakú vulkán, amely keverve tartalmaz megkeményedett láva és vulkáni hamu rétegeket. Ilyen például a Fudzsi, a fülöp-szigeteki Mayon és a Vezúv is.
- szupervulkánok – változó alakjuk van. Behatárolásuk nehézkes, ugyanis kiterjedt területeket foglalnak el. A szupervulkánoknak óriási szerepe van az éghajlatváltozásban, ugyanis egy kitörés során hatalmas mennyiségű hamut és ként engednek az atmoszférába, ami az éghajlat lehűléséhez, extrém esetben a vulkanikus tél beálltához vezethet. Ilyenek például a Yellowstone kaldera a Yellowstone Nemzeti Parkban és a Toba-tó Indonéziában.
- tengerfenéki vulkánok – ahogyan azt nevük is mutatja az óceánok és tengerek mélyén találhatóak. Kitörésük gyenge, ami a vízalatti óriási nyomással magyarázható. Lávájuk a vízzel való kölcsönhatás miatt hamar megszilárdul és üveges lesz. A megszilárdulás során a láva köré egy kemény kéreg képződik. A hasonló jellegű lávafolyásokat párna-lávának vagy pillow-lávának nevezik. Az első hasonló jellegű vulkánt a Kolumbot (Égei-tenger) 1650-ben fedezték fel.
- szubglaciális vulkánok (tuyák) – jégtakarók alatt alakulnak ki párna-láva rétegekre lerakodó vízszintes lávafolyásokból. Amikor a jégtakaró elolvad a megszilárdult lávaárak összeomlanak, aminek következtében lapos tetejű ún. táblahegyek alakulnak ki. Számos ilyen vulkán található Kanada British Columbia tartományában (pl. Tuya Butte – innen származik megnevezése is)

## A vulkáni utóműködés típusai

### Iszapvulkánok

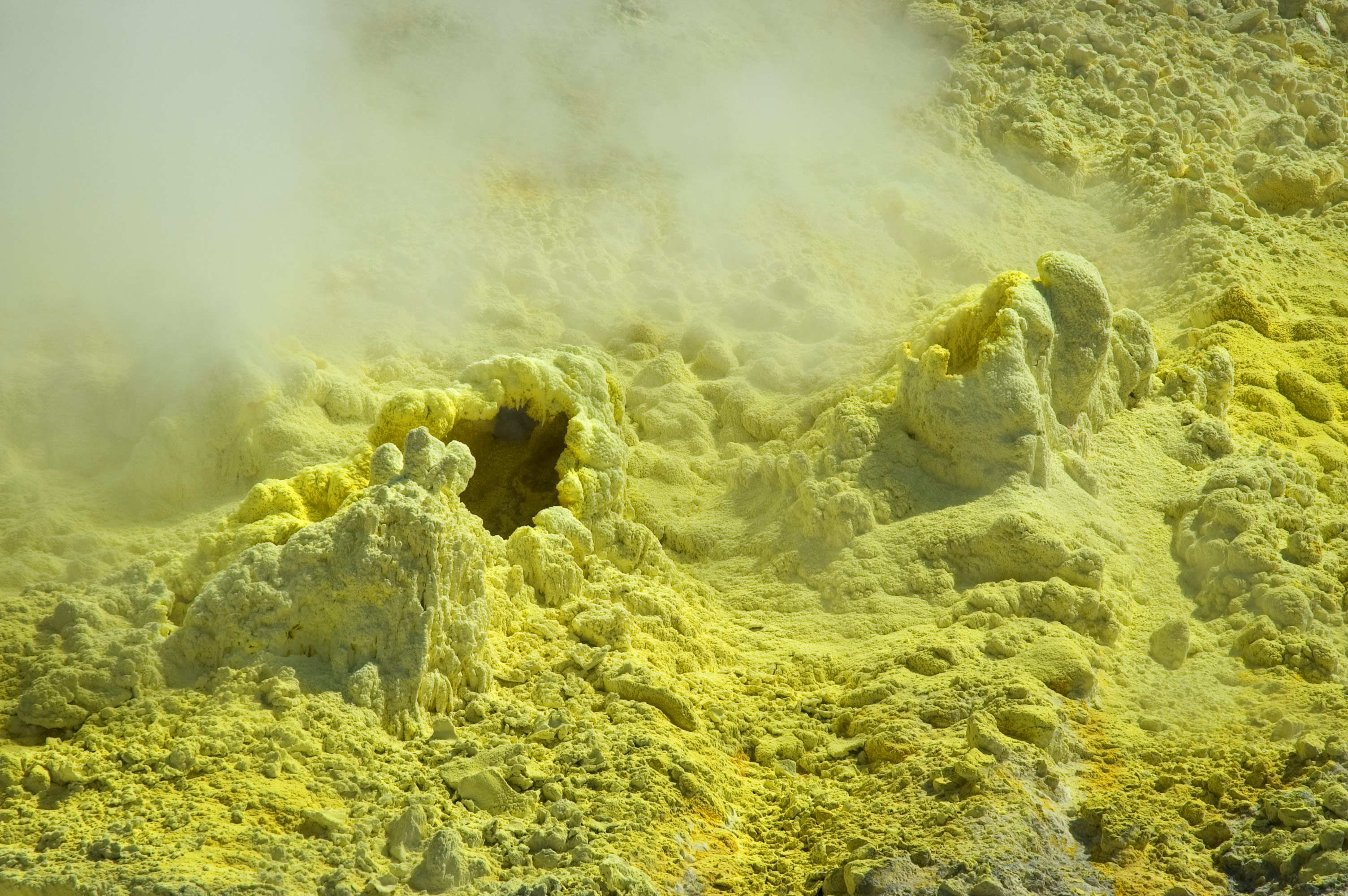
Szolfatara az új-zélandi Whakaari szigeten

A vulkanizmus egyik kísérői a meleg iszapvulkánok, melyek agyagos területeken keletkeznek. A kráterükben összegyűlt sáros, híg iszapot a feltörő gázok és gőzök telítik. Kúpjuk alacsony (néhány centimétertől néhány méterig terjed), működésük pedig változó (lehet időszakos vagy folytonos). Izland, Közép-Amerika és Új-Zéland vulkanikus vidékein gyakoriak. Tipikus példája a Nápoly melletti Pozzuoliban működő kb. 10 m átmérőjű állandóan fortyogó iszaptó. A Costa Rica-i Poas vulkán szintén rendelkezik egy fortyogó iszaptóval.
A hideg iszapvulkánok nincsenek kapcsolatban a vulkánossággal. Laza talajú agyagos területeken jönnek létre, ahol a talaj szerves anyagainak elbomlása során kiemelkedően sok szénhidrogén, szén-dioxid, kén-hidrogén és metán keletkezik. A gázok a föld alatt összegyűlnek és az agyagrétegen keresztül a felszínre törnek, majd az iszapból lapos kúpot építenek fel. Sokszor kis méretűek, de akár az 50-100 méteres magasságot is elérheti az így keletkező kúp. Gyakoriak az olajvidékeken, pl: Baku és Trinidad környékén.

### Posztvulkáni jelenségek
A posztvulkáni jelenségek a vulkáni kitörések végleges megszűnte után is jó ideig tapasztalható jelenségek gyűjtőneve. Lényegében gázszivárgásokról van szó, melyeknek hőmérséklete és intenzitása az idők múltával csökken. Három nagy csoportot különböztetünk meg:
- szolfatara – vízgőzt és kénes vegyületeket bocsátanak ki, 200 °C-ig terjedő hőmérsékleten. A szolfatarák körül kénkristályok rakódnak le, ami jellegzetes sárga színt kölcsönöz nekik. Tipikus példája a Nápoly melletti Pozzuoliban található Solfatara (amelyről nevét is kapta).
- fumarola – magas hőmérsékletű (100-200 °C) gőzömlések, melyek szén-dioxidot, kén-dioxidot és hidrogén-szulfidokat is tartalmazhatnak esetenként. Tipikus példája a Tízezer Füst Völgye az alaszkai Katmai Nemzeti Parkban.
- hévforrások – fumarolához hasonló jelenség, azonban hőmérséklete jelentősen alacsonyabb (100 °C alatt). Ezeknek egyik típusa a gejzír valamint a soffioni (bórsavas gőzömlés)
- mofetta – a vulkáni utóműködés során gáz formájában felszínre törő szén-dioxid. Ilyen található a székelyföldi Büdös-barlangban (hidrogén-szulfid, a falakon sárgás kénlerakodásokkal)

## A vulkánok morfológiája

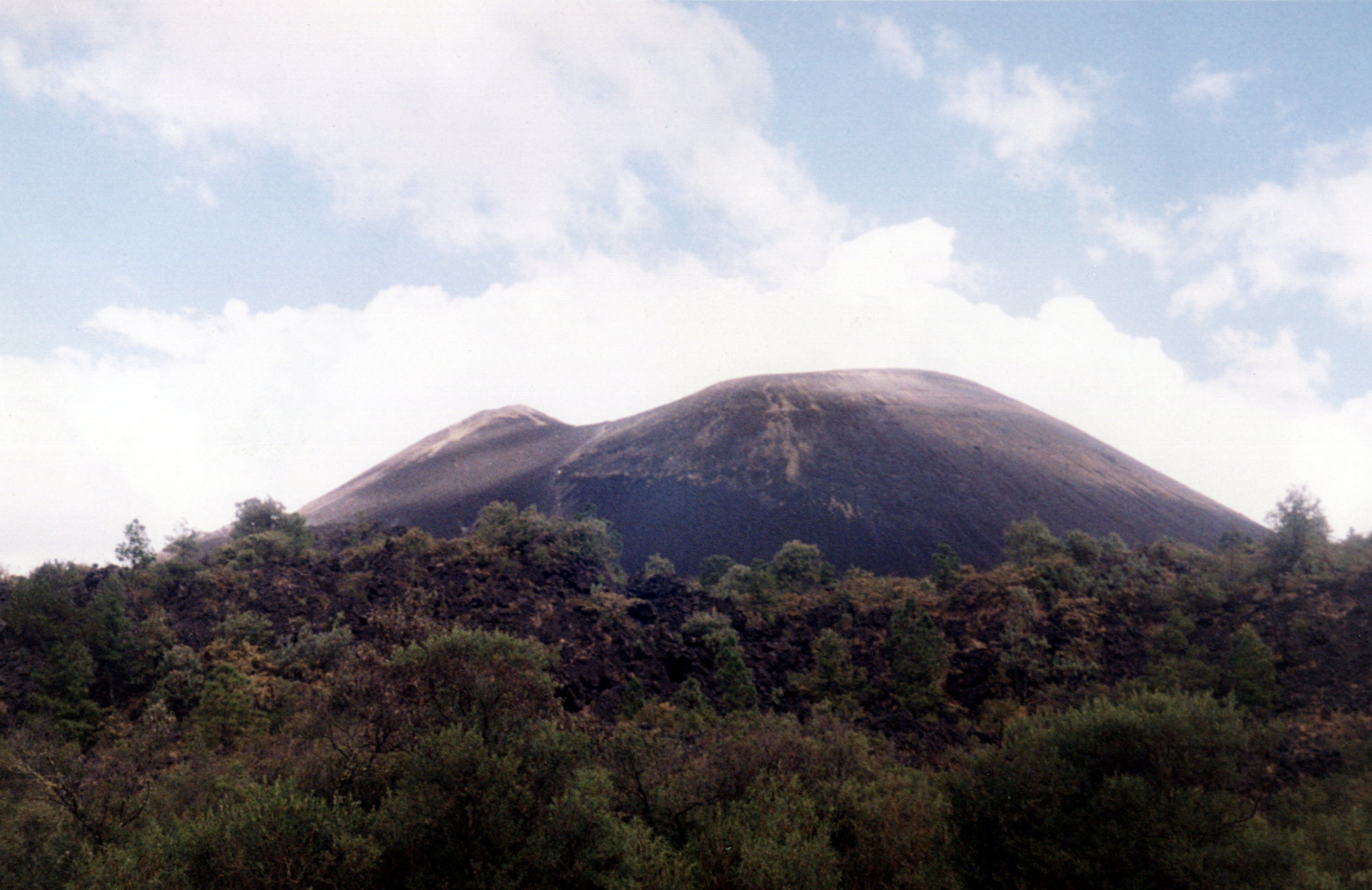
Paricutin (Mexikó)

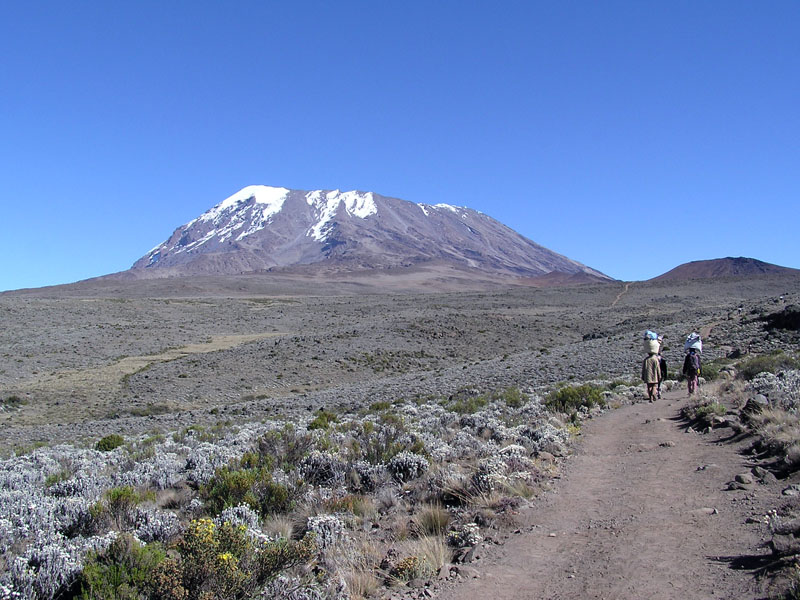
Kilimandzsáró

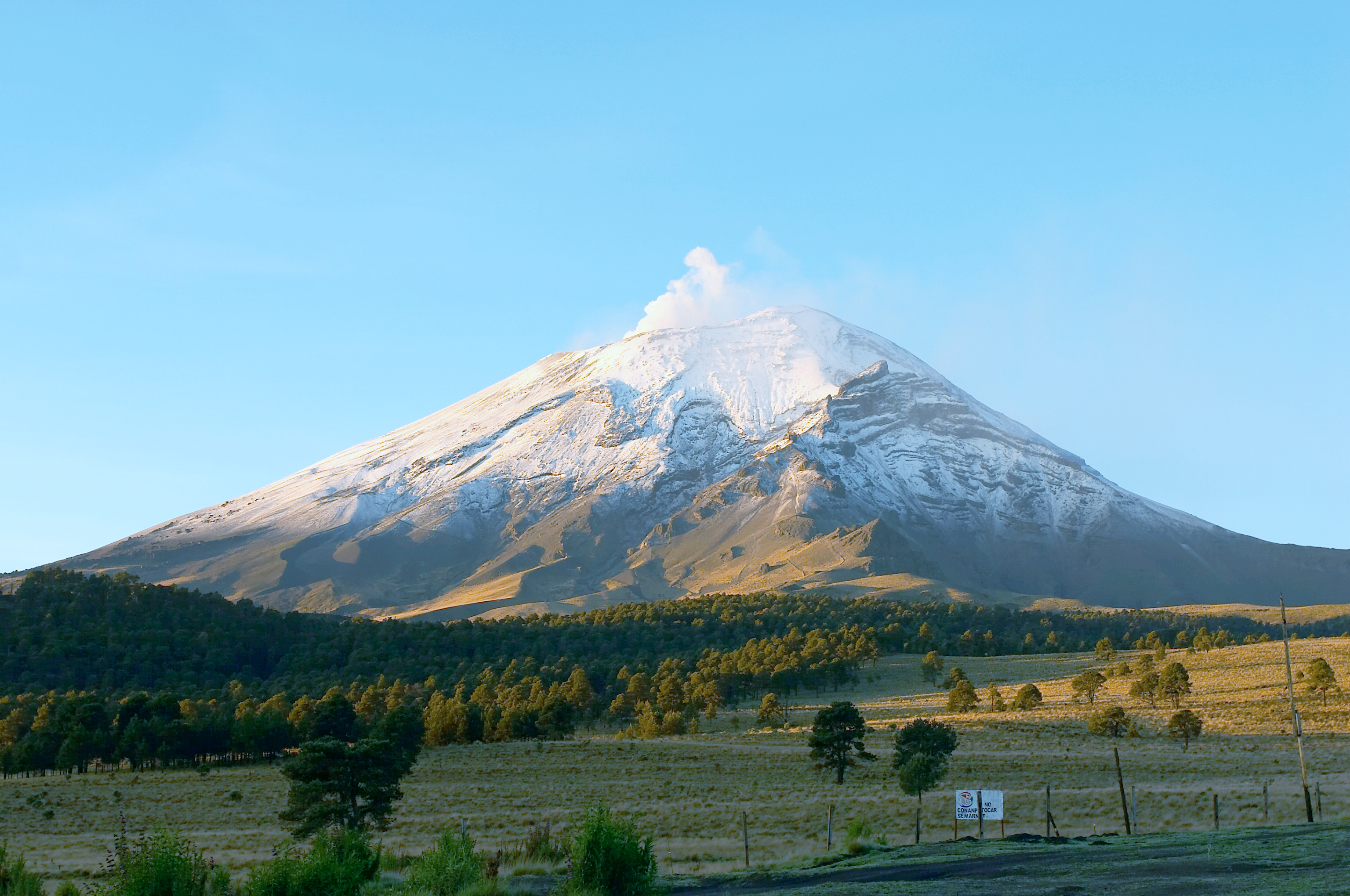
Popocatepetl (Mexikó)

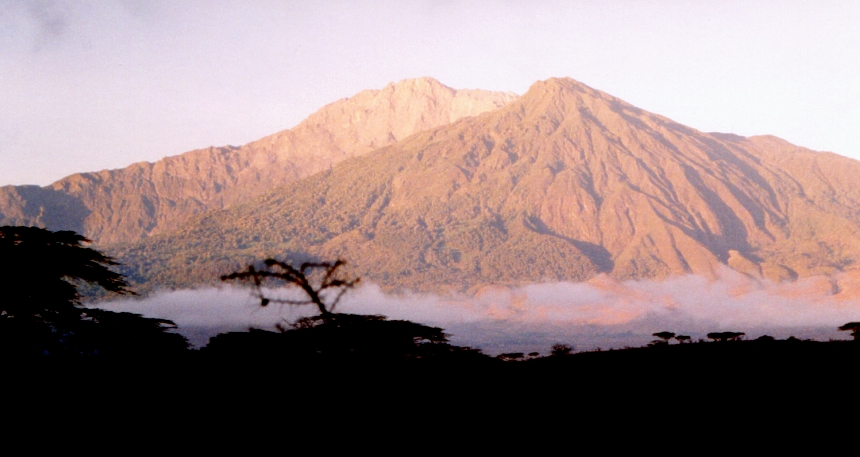
Meru (Tanzánia)

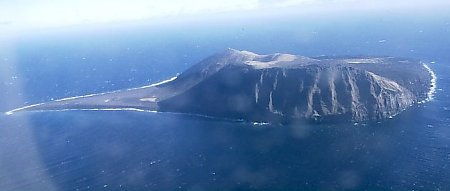
Surtsey (Izland)

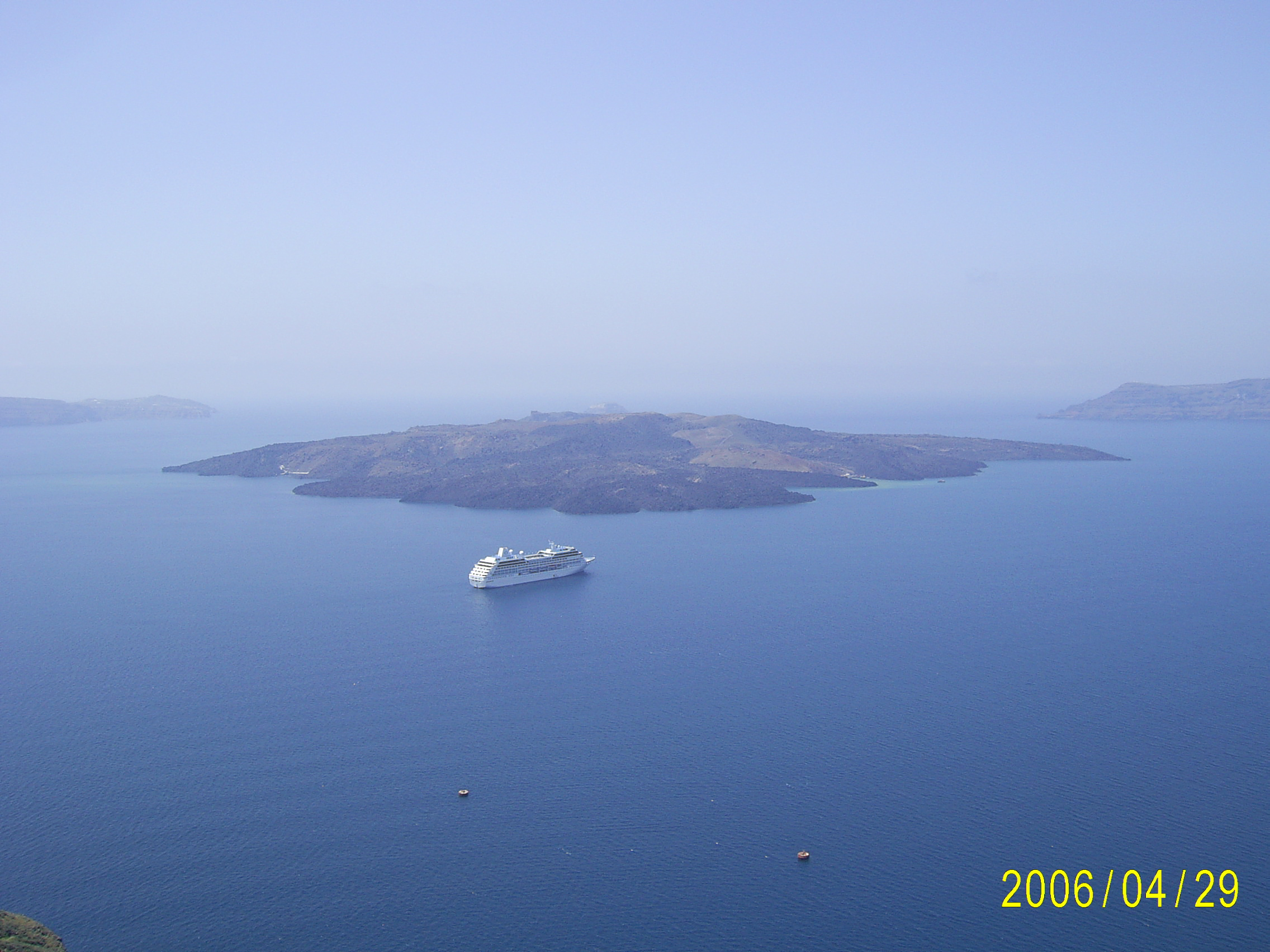
Szantorini (Görögország)

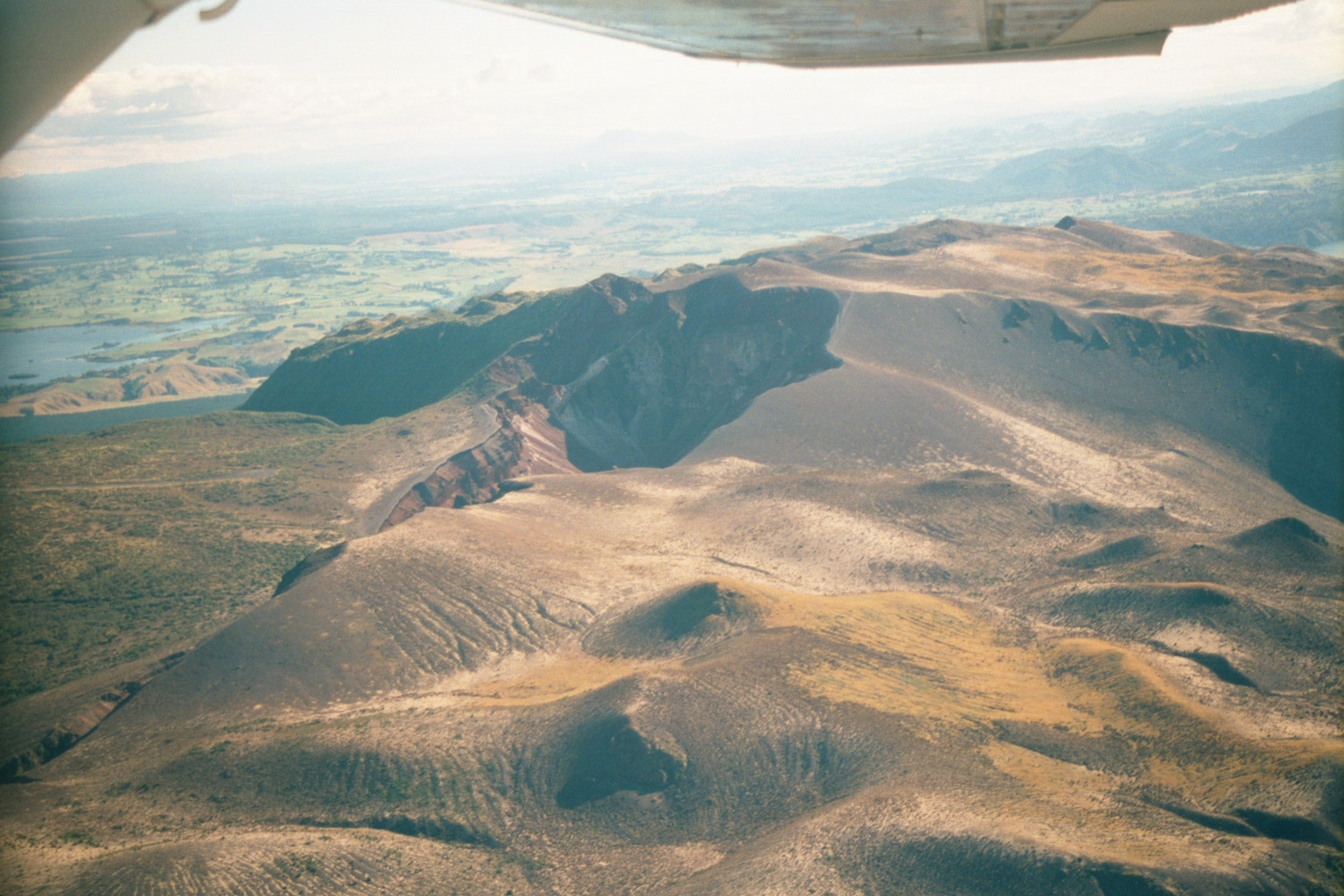
Mount Tarawera (Új-Zéland)

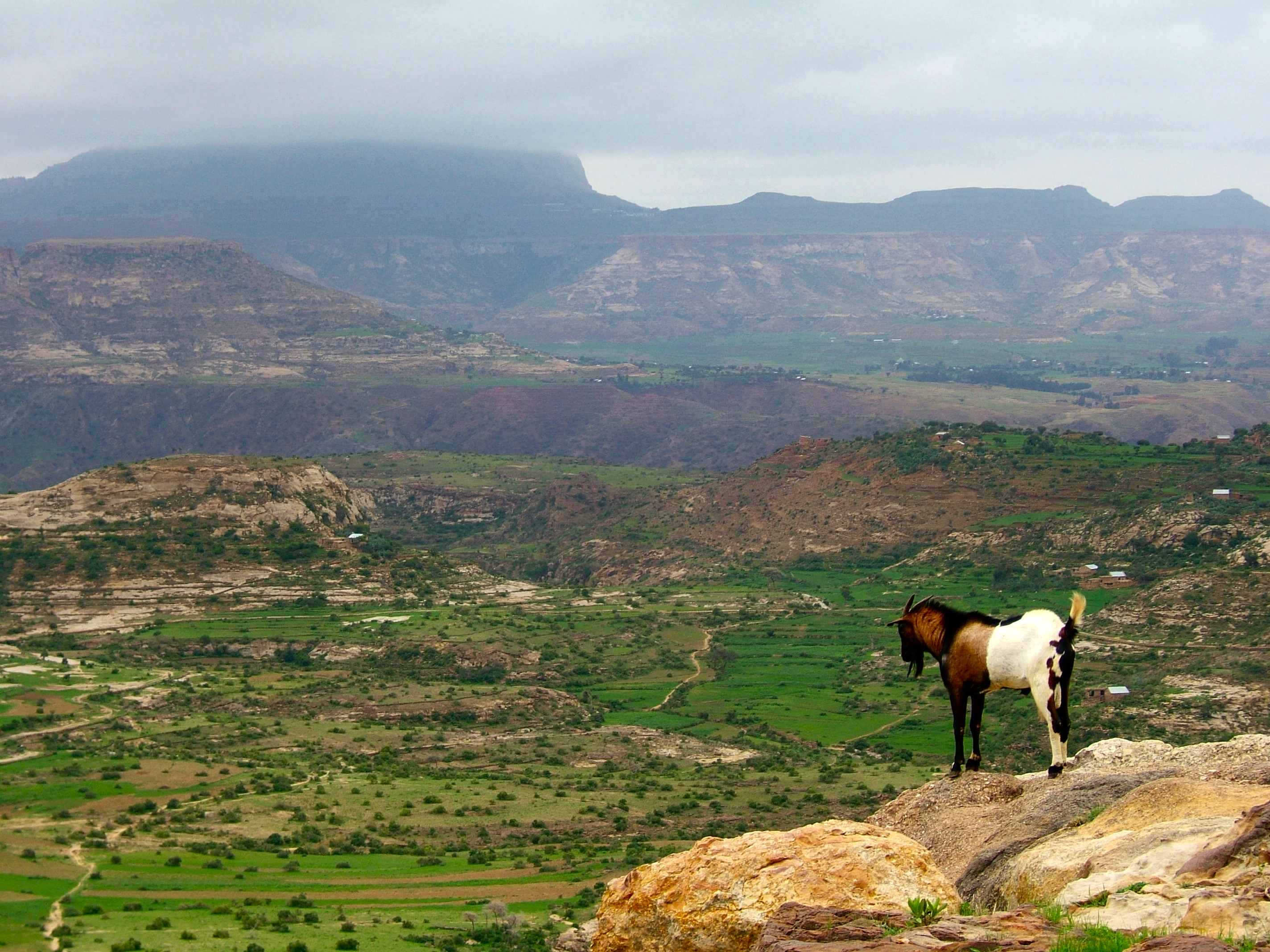
Etiópiai trapp-fennsík

A geológiai és vulkanológiai szempontok mellett a vulkánokat alakjuk (morfológiájuk) alapján is lehet osztályozni. Ez a vulkánmorfológia kutatási tárgyát képezi. Míg a vulkanológia elsősorban a vulkánok születésével és elsődleges alakjának tanulmányozásával foglalkozik, addig a vulkánmorfológia vizsgálja a külső erők hatására lepusztult változatokat is (destruktív formák).
A tűzhányók alakja elsősorban a kitörés módjától és a felszínre hozott anyagtól függ. A vulkánok morfológiájának két alaptípusa (egyben végletei) a vulkáni kúp és a vulkáni takaró, de ezek között számos átmeneti forma létezik:

### Vulkáni kúpok formái
A lávakúpok formáját elsősorban a kiömlő láva sűrűsége határozza meg: minél hígabb a láva, annál laposabb kúp keletkezik. Ennek formái:
- dagadókúp – mely akkor keletkezik, amikor a gázokban szegény savanyú láva lassan eléri a kráter peremét és kiömlik. Az így keletkező lávaárak rövidek, de vaskosak. A láva egyébként csak helyben felfelé terjeszkedik, minek következtében kialakítja sajátos dóm-alakját. Az alulról érkező friss és izzó láva a már megszilárdult rétegeket a nagy nyomás hatására összetördeli, aminek következtében sajátos rücskös rétegfelület alakul ki. A dagadókúpok lejtői általában domborúak és 45°-os szöget zárnak be a felszínnel. Ilyen formák találhatók az Appenninekben (pl. Monte Cimini) vagy az Északnyugati-Kárpátokban (Újbányai-hegység).
- semleges lávakúp – jellemzője, hogy lejtői enyhébbek. Ez azzal magyarázható, hogy a semleges láva hígabb és gyorsabban halad lefelé a kúp oldalán. Ilyen formák találhatók az Andokban (Sao Pedro-hegység) valamint a Kárpátokban is.
- bázikus lávakúp – mivel a bázikus láva rendkívül híg, az általa létrehozott lejtők alacsonyak és laposak. Magasabb kúpok csak nagyobb vulkánokon alakulhatnak ki. Ilyen formája van a Mauna Loának és a Mauna Keának is.

A piroklasztkúpok – robbanásos vulkáni kitörések során alakulnak ki, amikor a vulkán nagy mennyiségű törmelékes anyagot, tefrát szór ki, melyek felhalmozódása során kialakul a tufa. A kizárólag tufából felépülő tűzhányók alacsonyabbak és gyorsabban erodálódnak, mivel hiányzik belőlük a szilárd vázként funkcionáló láva. Ezek lejtőinek általában 33°-os dőlése van, ugyanis bizonyított tény, hogy a lejtőn lefelé zúduló törmelék ebben a szögben stabilizálódik és kerül egyensúlyi állapotba. Két típus különíthető el:
- Tefra- ill. tufakúpok – melyek általában nagyobb vulkánok mellékkúpjaiként alakulnak ki,
- Maarok – a maar-típusú vulkanizmushoz kötődik, melynek lényege egy egyszeri kitörés, aminek során a felszínre hozott törmelék a kürtő körül halmozódik fel. Az ilyen kúpok laposak, átmérőjük néhány száz m és néhány km között változik. Kráterüket gyakran tavak töltik ki. Számos ilyen kúp található a németországi Eifel-hegységben.

A sztratovulkáni kúpok hosszantartó vulkáni működés során alakulnak ki. A különböző kitörések során felszínre hozott törmelék és láva rétegesen rakódik le a kúp oldalára, fokozatosan növelve annak magasságát. Általában andezites láva jellemzi őket. A Föld legismertebb vulkánjai sorolhatók ebbe a csoportba: Vezúv, Etna, Popocatépetl stb.
A kráter helyzete alapján három morfológiai típus különíthető el:
- csúcskráteres vulkánok – ezek jellemzője, hogy egyetlen központi kürtő körül alakultak ki
- mellékkráteres vulkánok – olyankor alakulnak ki, amikor a főkráter mellett mellékkrátereken keresztül is zajlik a kitörés. Ennek tipikus példája az Etna, melynek kb. 300 hasonló mellékkrátere alakult ki az idők folyamán.
- hegylábi kráterkúpos vulkánok – akkor alakulnak ki, amikor a mellékkráter a vulkáni kúp lábánál emelkedik ki. Ennek tipikus példája a Kilimandzsáró.

A központi kalderás vulkánok alapvető tulajdonsága, hogy a kráter kitágult és kalderává alakult át. Annak függvényében, hogy mi idézte elő a kaldera kialakulását, megkülönböztetünk:
- robbanásos típust
- beszakadásos típust
- besüppedéses típust – melynek során a feküüledékeket a vulkán súlyával tömörítette
- eróziós kalderás típust – a külső erők által átformált vulkánok tartoznak ide (pl. Toluca, Meru)

A kalderában a vulkáni tevékenység kiújulhat, aminek következtében új vulkáni kúp alakulhat ki a lepusztult kaldera belsejében. Ennek öt típusa ismert:
- Vezúv-típus – melynek jellemzője, hogy a kalderában hamukúp keletkezik (somma-cono-atrio rendszer)
- Astroni-típus – melynek során a kalderában lávakúp alakul ki
- Meru-típus – melynek során egy új rétegvulkán keletkezik a régi kaldera belsejében
- Toluca-típus – melynek során egy dagadókúp keletkezik a kalderában
- Szantorini-típus – a Toluca-típushoz hasonló, de a kalderát tengervíz önti el.

A különleges tűzhányók csoportjába olyan vulkánok tartoznak, amelyek formájuk szerint egyediek, nem sorolhatók a fent említett kategóriák egyikébe sem. Ide tartozik például a Krakatau (melynek nagy része felrobbant), a Pelée (melynek csúcsát egy lávadugó képezi), a Surtsey (amely egyetlen freatikus kitörés során emelkedett ki Izland egyik szigetén).

### Átmeneti formák
Ebbe a csoportba a vulkáni kúpok és takarók közötti átmeneti formák tartoznak.
- pajzsvulkán – bazaltos lávából táplálkozik, alacsony kúpja van, melynek 2-10°-os lejtőin lefelé haladva a láva takarókat hoz létre. Jellegzetes példája a németországi Vogelsberg.
- emeletes pajzsvulkán – akkor alakul ki, amikor több pajzsvulkán egymásra települ
- dagadóhát – a pajzsvulkán egyik változata, amikor a vulkán nem pajzsként domborodik ki, hanem hosszasan elnyúló hátat képez. Típuspéldánya az új-zélandi Mount Tarawera.

### Vulkáni takarók
A vulkáni takarók nagy felületeket borító változó vastagságú bazaltrétegekből épülnek fel. Három csoportba oszthatók:
- lávafennsík – különböző vastagságú és nagyságú bazaltrétegek alkotják. Általában pajzsvulkánok lávájából épülnek fel.
- trapp (vagy platóbazalt) – több, lépcsősen egymásra helyezkedő lávatakaró alkotja, melyeket tufa, vagy más szárazföldi üledékes kőzetrétegek választanak el. Általában több száz lávaárból jöttek létre. A nagyobb trappok kialakulásához hosszabb időn keresztül nagy mennyiségű lávaömlés, ehhez pedig több kilométer hosszú hasadék szükséges. A több szakaszban lezajló lávaömlések között hosszabb szünetek is szükségesek ahhoz, hogy a lávatakarók között üledéktakarók képződjenek. Ezek a takarók a mezozoikumban képződtek. Tipikus példájuk a közép-szibériai bazalttakaró (1500–2000 m vastag és 1 millió km² felületen fekszik), a dél-amerikai Parana-medence trappja, a Dekkán-fennsík trappja. Jóval kisebb trapp az írországi Antrim-plató, a jemeni Hadur Suaib, az etiópiai Ras Dasan.
- tufaár (vagy ignimbrit) – nagy kiterjedésű, de a lávafennsíkoknál jóval vékonyabb lávatakarók, melynek jellegzetessége, hogy az alsóbb, még plasztikus rétegeket a frissebb felső rétegek valósággal kihengerlik. A legtöbb ignimbritplató Új-Zélandon található, de Magyarországon is akad rá számos példa (pl. Bükkalja)

## A vulkánok pusztulása

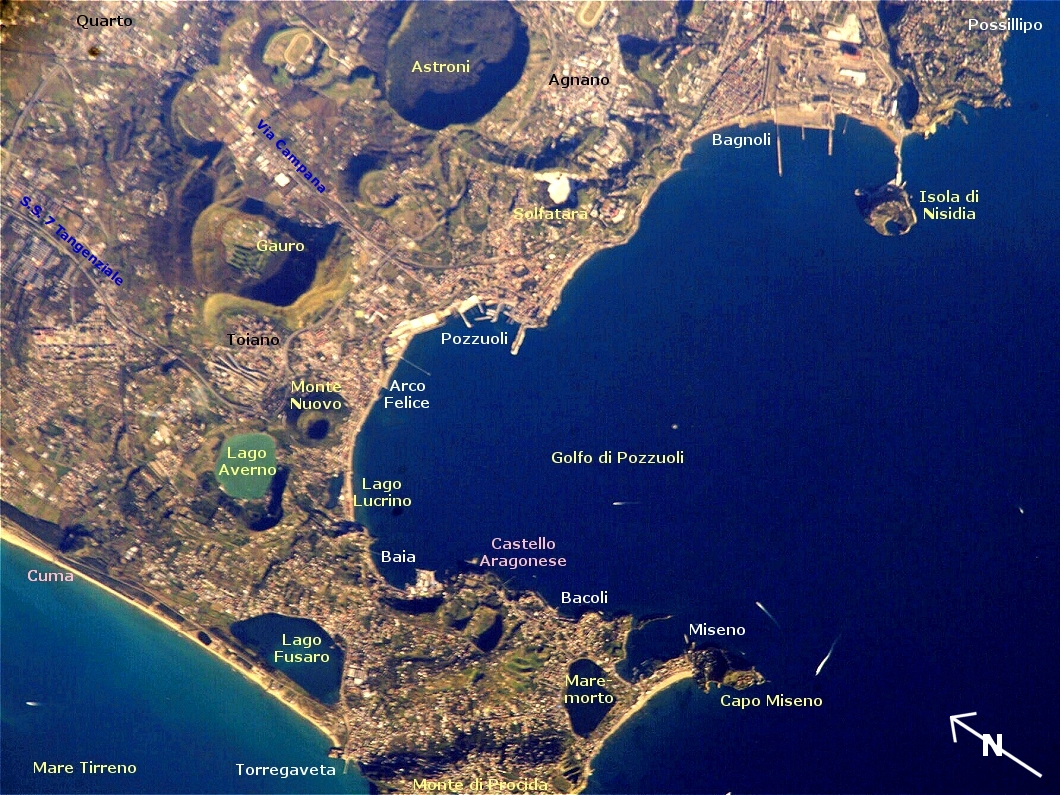
A Campi Flegrei műholdas látképe

A vulkánok működésük ideje alatt konstans átalakulásban, növekedésben vannak. Tevékenységük szüneteiben vagy működésük befejezése után már a külső (felszíni) erők kezdik el formálni felszíneiket és megindul a lepusztulásuk. Ennek elsődleges okai az időjárási hatások. Emiatt a különböző éghajlati övekben fekvő vulkánok felszíne különbözőképpen alakul.
A felszín lepusztulása az egyszakaszos esők övében illetve a kétütemű szavanna- és monszunklíma területén a leghatékonyabb és leggyorsabb. A vulkánok felszínét az erózió, az árkok képződése, a réteges lemosások és a földcsuszamlások alakítják. A trópusi övekben, a sűrű esőerdők vidékén nagy a csapadékmennyiség, így a vulkáni kúpok oldalán sok patak ered, amelyek mélyen bevágodnak ezek felszínébe, akár 100–150 m mélyen is. Az enyhébb, lejtős területeket a völgyek között gyep- és mohatakaró borítja, amelynek erős kőzetmállasztó hatása van (pl. Kilimandzsáró).
A szárazabb (sivatagos és félsivatagos) területeken a nagy hőmérsékletingadozás hatására a vulkánok felépítése, a kőzetek repedéshálózata, valamint a gyér növényzet a gyors aprózódásnak kedvez. A ritka, de kiadós esőzések itt is felszabalhatják árkokkal a vulkáni kúpok lejtőit (pl. Anatóliai-fennsík).
A mérsékelt égöv nedves (óceáni) területein a mállás, a kontinentális vidékein viszont az aprózódás a jellemző. A periglaciális éghajlaton a gyér növényzet és a fagyással járó aprózódás formálja a vulkánok felszínét, míg a hóhatár felett lévőket a jég ereje.
A vulkánok lepusztulásának egyik fontos tényezője az idő, azaz mennyi idő telt el az utolsó kitörés óta és ez elegendő volt-e valamilyen növényzet kialakulásához, mivel a gyér, kopár felszín sokkal gyorsabban pusztul.
A lepusztulás előrehaladottságának és a vulkáni formák átalakulásának mértéke alapján az alábbi típusok különíthetők el:
- ép tűzhányó (elsődleges forma): őrzik eredeti formájukat, felszíneiket a külső erők csak kis mértékben alakították. A vulkán újabb működése esetén a lepusztulás nyomai eltűnnek (pl. Vezúv, Etna).
- csorba tűzhányó (másodlagos forma): az elsődleges formák még jól felismerhetőek, de felszínüket a külső erők már lényegesen átformálták (pl. a Campi Flegrei vulkáni kúpjai)
- vulkánromok (harmadlagos formák): az eredeti formájuk jelentősen átalakult, mély völgyek szabdalják, de főbb vonásai még jól kivehetők (pl. Keleti-Kárpátok vulkáni vonulata)
- vulkánroncsok (negyedleges formák): az eredeti vulkáni formák csak geológiai és geofizikai módszerekkel állapíthatók meg (pl. Visegrádi-hegység)
- vulkánmaradványok (ötödleges formák): az eredeti formák teljesen lepusztultak, létezésükre csak a visszamaradt kőzetek utalnak
- vulkánroncsok (hatodlagos formák): a felszíni formák teljesen lepusztultak és az erős letarolás során a szubvulkáni formák (lakolitok, telérek stb.) kerültek a felszínre.

## A Föld működő vulkánjai
Lásd még:
- Afrikai vulkánok listája
- Antarktiszi vulkánok listája
- Ausztráliai vulkánok listája
- Ázsiai vulkánok listája
- Dél-amerikai vulkánok listája
- Észak-amerikai vulkánok listája
- Európai vulkánok listája
- Vízalatti vulkánok listája

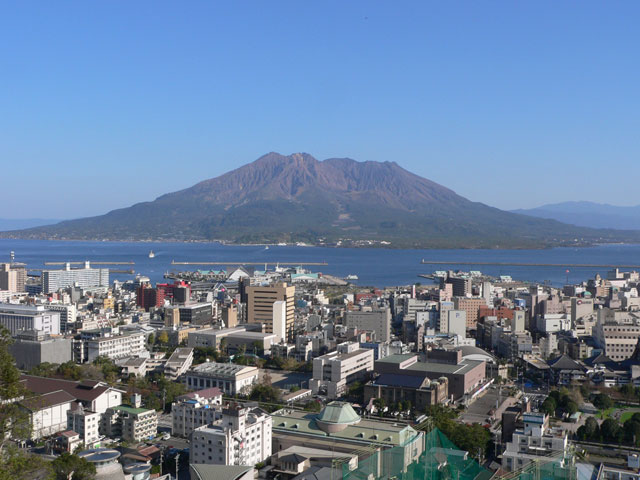
A Szakuradzsima látképe Kagosimából (Japán)

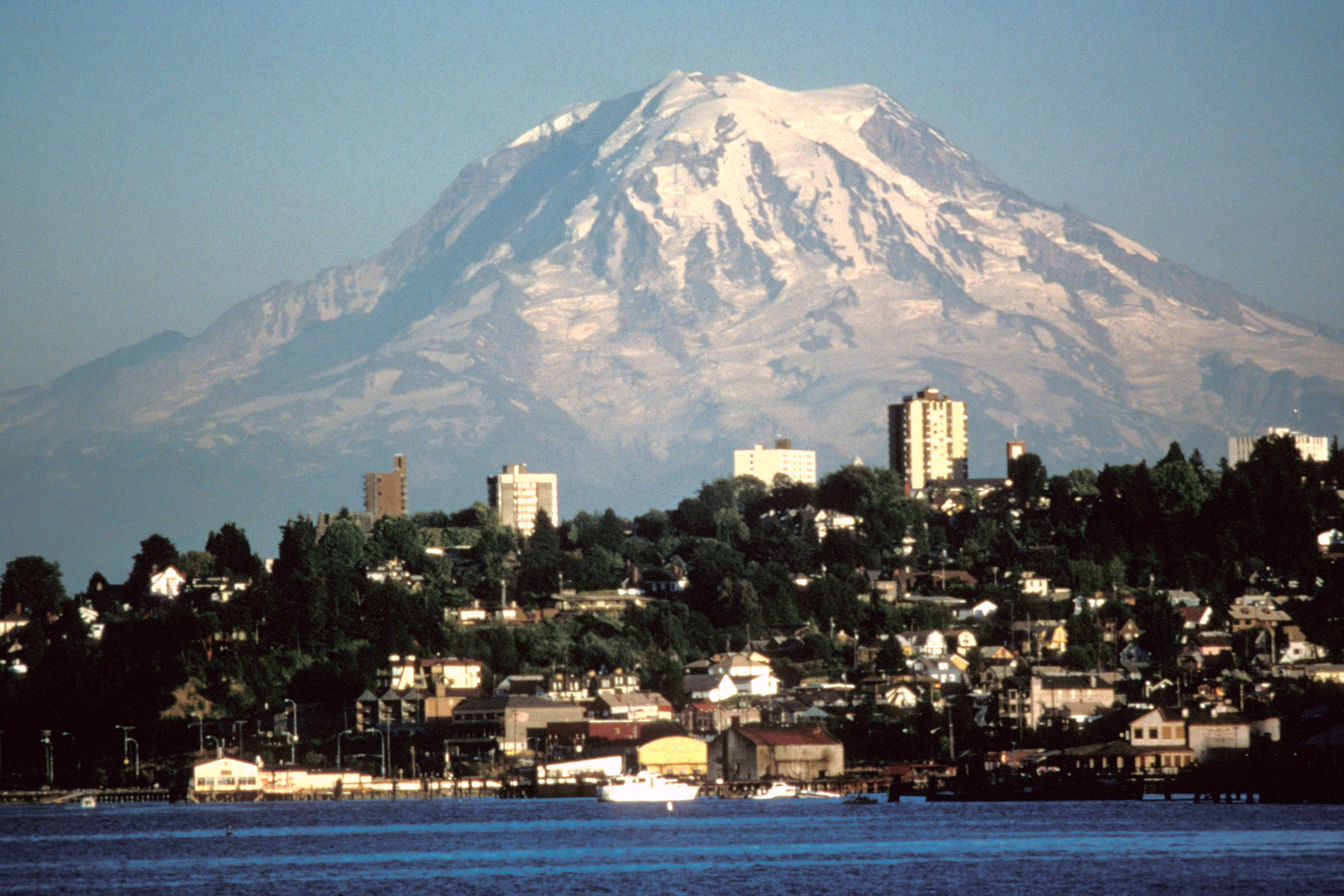
A Mount Rainier látképe Tacoma városából (Amerikai Egyesült Államok)

Az ENSZ által az 1990-es években támogatott Természeti Katasztrófák Megelőzésének Évtizede (International Decade for Natural Disaster Reduction) program keretén belül a Nemzetközi Vulkanológiai és Geokémiai Szervezet (International Association of Volcanology and Chemistry of the Earth's Interior) felállított egy 16 vulkánból álló listát („Évtized vulkánok”), melyek tanulmányozását prioritásként kell kezelni. A projekt lényege minél jobban megismerni ezek működését, esetleges kitörések katasztrofális következményeinek elkerülése végett, illetve tanulmányozásuk során bővebb ismeretet szerezni a bennük zajló folyamatokról. A következő vulkánok szerepelnek a listán:
| - Avacsinszkij-Koriakszkij, Oroszország - Colima, Mexikó - Etna, Olaszország - Galeras, Kolumbia - Mauna Loa, Amerikai Egyesült Államok - Merapi, Indonézia - Nyiragongo, Kongói Demokratikus Köztársaság - Mount Rainier, Amerikai Egyesült Államok | - Szakuradzsima, Japán - Santamaria, Guatemala - Szantorini, Görögország - Taal, Fülöp-szigetek - Teide, Spanyolország - Ulawun, Pápua Új-Guinea - Unzen, Japán - Vezúv, Olaszország |

## Vulkanizmus a Kárpát-medencében

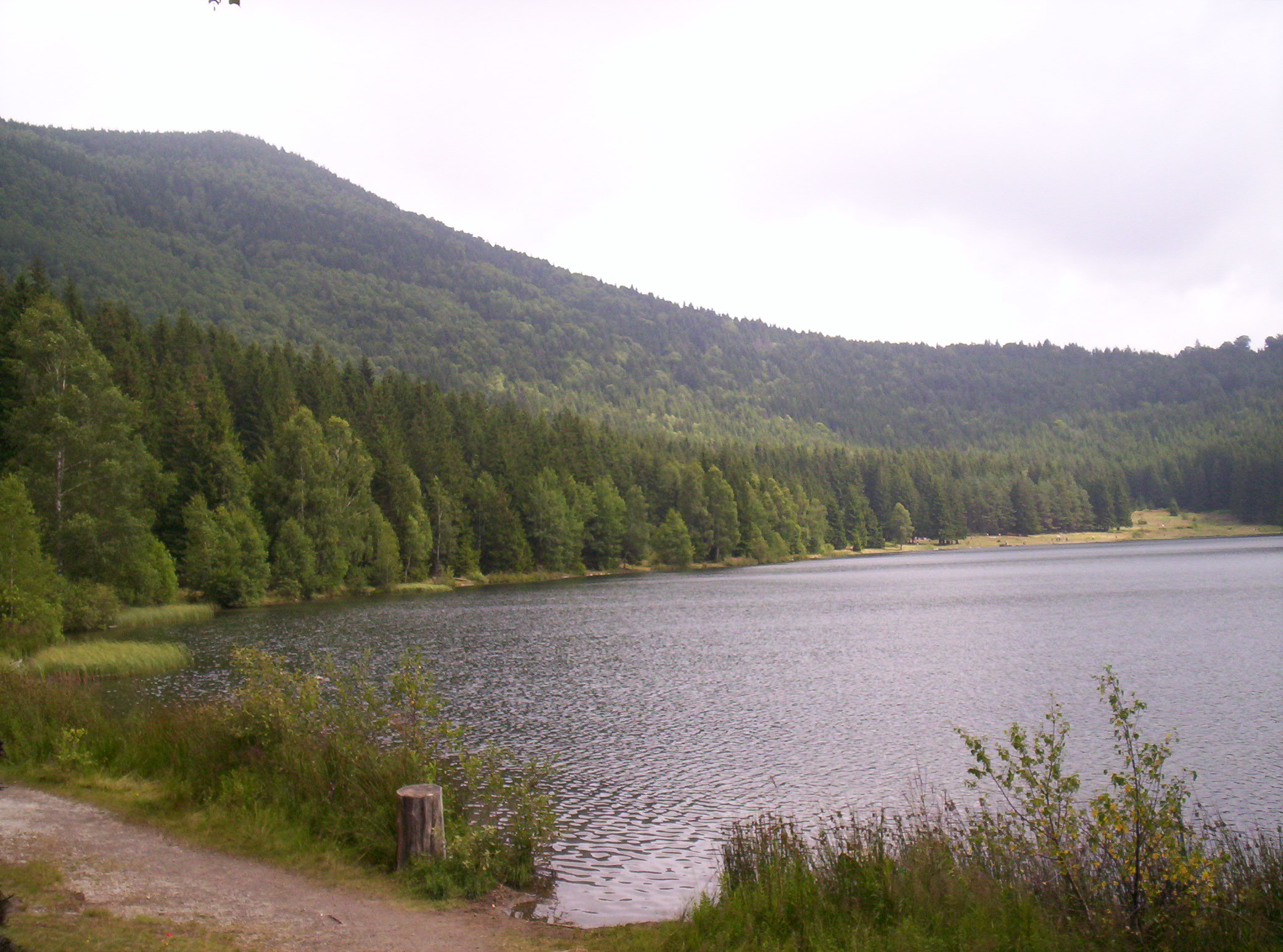
A Szent Anna-tó a Csomád-hegység egyik kialudt kráterében

A Kárpát-medence neogén-pleisztocén vulkanizmusa szerves része annak a kontinenseket átmozgató földtani folyamatsornak, amelynek során kialakult a Kárpátok hegyvonulata, valamint a hozzá kapcsolódó Pannon- és Erdélyi-medence. A térségbeli konvergens lemeztektonikai mozgások (szubdukció) következtében két típusú vulkánosság különböztethető meg: a szubdukciós folyamat során alábukó lemez részleges beolvadása során savanyú (kovasavban) gazdag magma tör a felszínre, míg az asztenoszféra anyagának közvetlen felszínre kerülésével alkálibazalt-vulkánosság keletkezhet. A vulkánosság minden esetben a Kárpátok koszorújának belső oldalára esik.
A Pannon- és elsősorban az Erdélyi-medencében fellelhető három riolittufa réteg (alsó, középső, felső) a kb. 20 millió évvel ezelőttől, közel 9 millió éven át zajló savanyú jellegű vulkáni tevékenység eredményeként alakult ki.
A másik, ismertebb vulkanizmus, mely során a Kárpátok belső vulkáni íve keletkezett, a mészalkáli vulkanizmus. Ennek során egy több, mint 700 km hosszú hegyvonulat alakult ki, Dél-Lengyelországtól a Kárpátkanyarig. Részben egykorú a savanyú-vulkanizmussal, részben fiatalabb: mintegy 16 millió év történéseinek nyomát őrzi. Első megjelenését 16,5 millió évvel ezelőttre teszik. A vulkáni tevékenység legrégebbi megnyilvánulásai a Börzsöny és Kisalföld vidékén találhatók meg, míg kelet felé haladva a Kárpátok íve mentén, a kőzetek egyre fiatalodnak. A Börzsöny, Visegrádi-hegység, a Cserhát, a Mátra és a közép-szlovákiai vulkáni ív tűzhányói 16-11 millió évvel ezelőtt működtek. Az Eperjes- és a Zempléni-hegység vulkanizmusa egyidős az Északkeleti-Kárpátok (Vihorlát) vulkanizmusával és mintegy 14-9 millió év közöttre tehető. Ebben az időszakban alakult ki a Keleti-Kárpátok szubvulkáni szakasza (Cibles, Torjága, Radnai-havasok, Borgói-havasok egyes részei), ami azt jelenti, hogy a magmák nem törtek a felszínre, hanem sekély intrúziók formájában a felszín alatt szilárdultak meg. A Kárpátok vulkáni íve legfiatalabb szakasza a Keleti-Kárpátokban található, a mintegy 160 km hosszúságban: Kelemen-havasok, Görgényi-havasok, Hargita-hegység. A Kelemen-havasok vulkanizmusa mintegy 9,5 millió évvel ezelőtt indult el, és dél felé haladva csupán néhány tízezer éve ért véget a vonulatzáró Csomádban.

## Vulkánok a Naprendszerben
A Holdon nem léteznek jelentősebb vulkánok, sőt vulkáni aktivitás sem, annak ellenére, hogy a legutóbbi kutatások kimutatták egy folyékony mag létezését. A Hold ennek ellenére számos vulkáni jellegzetességet mutat, mint például a holdtengerek (mare), hasadékok és dómok.
A Vénusz bolygó felszínének 90%-át bazalt alkotja, ami arra enged következtetni, hogy a vulkanizmusnak nagy szerepe volt a felszín kialakításában. A bolygó felszínét tarkító rengeteg becsapódási kráter tanulmányozásából a tudósok arra következtettek, hogy a Vénusz felszíne az utóbbi 500 millió évben jelentősen átalakult. A Földhöz hasonlóan itt is gyakoriak a lávafolyások. A bolygó légkörének változásai szintén a vulkanizmussal hozhatók kapcsolatba, noha a Vénusz vulkánjainak aktivitásáról nem létezik konkrét bizonyíték.
A Marson számos kialudt vulkán létezik, ezek közül több pajzsvulkán nagyobb bármely földi társánál. Ezek az Arsia Mons, Ascraeus Mons, Hecates Tholus, Olympus Mons és Pavonis Mons. A bolygó vulkánjai több millió éve kialudtak, de a Mars Express szonda által begyűjtött információk arra utalnak, hogy a geológiai közelmúltban is létezett aktív vulkanizmus.

### Io

A Tvashtar vulkán kitörése az Io felszínén

A Naprendszer vulkánilag legaktívabb objektuma az Io, a legbelső Galilei-hold. Számos vulkán borítja, melyek ként és kén-dioxidot, valamint szilikáttartalmú anyagokat lövellnek ki. A nagyfokú vulkanizmus a Jupiter árapályerői miatt alakul ki, melyek állandóan olvadt állapotban tartják belsejének és felszínének nagy részét. A vulkánok által kilövellt anyag sebessége elérheti a 3600 km/h értéket és akár 300 km-es magasságig is felhatolhat (sőt: a hold kis tömege miatt esetenként a bolygóközi térbe kerül), hőmérséklete pedig meghaladja az 1500 °C-ot.
Az Io vulkáni aktivitása olyan intenzív, hogy felszínének a változása emberi időléptékben is megfigyelhető. Ezt az aktivitást már a Voyager–1 által készített képeken felfedezték: felszínén kilenc, ún. „plume”-ot találtak, melyek közül nyolc még a Voyager–2 elhaladása idején is aktív volt. 2001 februárjában megörökítették a Tvashtar-vulkán kitörését, amely a Naprendszer eddigi legerősebb kitörése volt. 2007. február 28-án a Jupiter mellett elhaladó New Horizons űrszonda a Tvashtar-vulkán 300 km-es, és a Prometheus-vulkán 60 km-es kitörését örökítette meg.

### Kriovulkanizmus
Jupiter másik holdján, az Európán is kimutatták a vulkanizmust, azzal a különbséggel, hogy itt teljes mértékben víz formájában zajlik, mely a felszínre érve azonnal megfagy. Ennek a jelenségnek a neve kriovulkanizmus, és a Naprendszer külső égitesteinek egyik jellemző tulajdonsága. 1989-ben a Voyager–2 űrszonda számos kriovulkánt megfigyelt a Triton felszínén (a Neptunusz egyik holdja), 2005-ben pedig a Cassini–Huygens űrszonda fényképezte le az Enceladust (a Szaturnusz holdja). Az ilyen kriovulkáni kitörések terméke elsősorban víz, folyékony nitrogén és metán.

## A vulkánok globális felmelegedésre gyakorolt hatása

A vulkáni kitörés során az atmoszférába kerülő gázok

A gázok koncentrációja vulkánonként rendkívül változó. A legjelentősebb vulkáni termékek a vízgőz, a szén-dioxid és kén-dioxid. Más gázok, a kénhidrogén, hidrogén-klorid és hidrogén-fluorid, valamint hidrogén, szén-monoxid, halogének, szerves összetevők és rendkívül illékony metán-származékok.
A nagy, robbanásos kitörések során a gázok és vulkáni hamu keveréke 20–30 km magasságba, a sztratoszférába is feljuthat, ahol a kén-dioxid kénsavvá alakul, amely gyorsan kondenzálódik, és kénes aeroszolokká alakul át. Ezek megnövelik a Föld albedóját, ami a troposzféra lehűlését idézi elő. Ugyanakkor elnyelik a Föld által kibocsátott hőt, ami által a sztratoszféra hőmérséklete megemelkedik. A múlt század számos nagyobb kitörése során megfigyelték, hogy a kitörések után a Föld átlagos hőmérséklete lecsökkent.
A kénes aeroszolok hozzájárulnak a sztratoszféra kén- és nitrogéntartalmú vegyületeinek átalakulásához, melyek az emberi tevékenység során kibocsátott halogénezett szénhidrogénekkel együtt klór-monoxid képződéséhez vezetnek, ami az ózont pusztítja. Az aeroszolok koagulációja során a troposzféra felsőbb rétegeibe kerülnek, ahol cirrus felhők kialakulásához vezetnek. A hidrogén-klorid és hidrogén-fluorid feloldódik az esőcseppekben, és savas eső formájában a Földre jut vissza.
A vulkáni kitörések során nagy mennyiségű szén-dioxid kerül az atmoszférába, ami hozzájárul az üvegházhatás fokozódásához, de ugyanakkor számos bio- és geokémiai folyamat számára szolgál alapanyagul (szén).
Az atmoszférába kerülő vulkáni hamu színes naplementéket okozhat, lerakódása során rendkívül termékeny talajt hoz létre.

## A vulkanizmus hatása az élővilág és az emberiség evolúciójára
Az erős vulkanizmus a globális éghajlatra gyakorolt hatásával egyes elméletek szerint a földtörténet során képes volt többször beleszólni az élővilág, illetve egy alkalommal az emberiség evolúciójába.

### A vulkanizmus és a nagy kihalási események
A paleontológusok az élővilág történetében öt nagy kihalási eseményt tartanak számon (újabban hatodiknak közéjük számítják a jelenkori – pleisztocén végén elkezdődött – kihalási hullámot is). A nagy kihalási események közül legalábbis három, a kisebbek közül pedig egy időben egybeesett intenzív, hosszantartó kontinentális bazaltvulkanizmussal. Bár az időbeli egybeesés nem jelent feltétlenül kiváltó okot a tömeges kihalásokat illetően, és tudunk két olyan platóbazaltos területről is, amelyek kialakulása nem okozott tömeges kihalást (Paraná-platóbazalt – 133 millió éve; Columbia-platóbazalt – 16 millió éve), mindazonáltal a tömeges kihalások kiváltó okai között többen lényeges szerepet tulajdonítanak az ilyen fajta vulkanizmusnak.
Az alábbi tömeges kihalási események köthetők többé-kevésbé a bazaltvulkanizmushoz:
- Perm–triász kihalási esemény A perm–triász kihalási esemény kb. 250 millió évvel ezelőtt következett be. Olyan drasztikus volt, hogy csak minden huszadik akkori faj élte túl: akkora faunaváltást okozott, hogy már több mint száz éve a geológusok a perm és a triász határán húzták meg a paleozoikum és a mezozoikum határát. A perm–triász kihalási eseményt egyes elméletek a közép-szibériai bazaltvulkanizmus hatásaival hozzák összefüggésbe. Ennek eredményeképpen 1,5 millió km², helyenként 3 km vastag platóbazaltos terület alakult ki.
- Triász–jura kihalási esemény A triász–jura kihalási esemény kb. 200 millió évvel ezelőtt következett be, de kisebb mértékű volt, mint a perm végi kihalási hullám. Az ekkor bekövetkezett tömeges kihalást egyesek újabban a 200 millió évesnek kimért, mintegy 7 millió km² kiterjedésű „Közép-atlanti magmás tartomány” (Central Atlantic Magmatic Province) kialakulásához kapcsolják. Ennek területe zömmel a mai Brazíliában, Északnyugat-Afrikában, Délnyugat-Európában és Észak-Amerika keleti részén van, mivel akkoriban ezek a területek összetartoztak, mint Pangea részei.
- Az alsó jura kihalási eseménye Az alsó jurában bekövetkezett kihalási esemény mintegy 180-185 millió évvel ezelőtt következett be. Nem tartozik az öt (hat) „nagy” közé: sokkal mérsékeltebb volt, mint az őt megelőző, ill. követő tömeges kihalások. Időben pedig egybeesik a Karoo- és a Ferrar-bazaltvulkanizmus működésével, amely a mai Dél-Afrika, valamint Ausztrália és Antarktisz egyes területeire terjedt ki, mivel ezek akkoriban Gondwana részei voltak.
- Kréta–tercier kihalási esemény A kréta–tercier kihalási esemény kb. 65 millió évvel ezelőtt következett be, és főleg a dinoszauruszok kihalását okozta, de mértékéről szintén sokat mond, hogy a kréta és a harmadidőszak határán húzták meg a mezozoikum és a kainozoikum határát. Bár ezt a tömeges kihalási hullámot újabban egy nagyméretű meteor becsapódásával elég meggyőzően magyarázzák, de vannak akik az indiai szubkontinensen található Dekkán-platóbazalt kialakulásának jelentőségét is hangsúlyozzák a becsapódás mellett vagy azzal szemben.[9]

### A modern ember megjelenése
Egy klímakutató Grönland szigetének jégrétegeit vizsgálva azt találta, hogy a mintegy 75 000 évvel ezelőtti szelvényekben viszonylag magas a szulfáttartalma, ami magas légköri kén-dioxid-tartalomra utal. Egy paleontológus fosszilis tengeri likacsosházúak vázanyagának vizsgálata során pedig azt tapasztalta, hogy bennük magas az oxigén egy izotópjának aránya, ami a tengervíz alacsony hőmérsékletére utal, szintén kb. 75 000 évvel ezelőttről. Egy vulkanológus végül azt tapasztalta, hogy Földünk több pontján hasonló jellegű vulkáni hamu maradványai találhatóak, amelyek kora megint csak kb. 75 000 év. A fenti eredmények alapján azt gyanították, hogy akkoriban egy hatalmas erejű vulkánkitörés több száz évre globális lehűlést okozhatott: egyrészt azzal, hogy a légköri kén-dioxid visszaveri a napsugarakat és ezáltal lehűlést okoz; másrészt pedig azzal, hogy a lehűlés miatt nagyobb területen kialakuló jégtakaró szintén jobban visszaveri a napsugárzást. Az évek során aztán a kérdéses vulkán feltételezett helyét is megtalálták: a Szumátra szigetén levő Toba-tó helyén.
Spencer Wells amerikai populációgenetikus a Humán Genom Projekt keretén belül az emberi DNS változatosságát kutatta az emberi faj történelmi idők előtti vándorlási irányainak és azok hozzávetőleges idejének megfejtésére. Kutatásai során azt találta, hogy minden férfi Y-kromoszómájában ugyanaz a marker található, amely mintegy 60 000 évvel ezelőtt jelenhetett meg valahol Kelet-Afrikában. Tehát egy valamikor akkortájt élt férfi lenne minden ma élő férfi őse („genetikai Ádám”). Spencer Wells szerint elképzelhető, hogy a Jared Diamond amerikai biológus által nagy kiugrásnak nevezett esemény ennek a „genetikai Ádámnak” a megjelenéséhez köthető. Ez a férfi feltehetően társainál kreatívabb, intelligensebb lehetett, ennélfogva hatékonyabb vadászeszközöket készíthetett, illetve vadászati stratégiákat dolgozhatott ki: ezek miatt pedig idővel közösségének vezetőjévé is válhatott. Sikeressége miatt a nők szemében is sokkal vonzóbb lehetett, így több utódja született, akik jó része örökölte képességeit, biztosítva ezzel azok további fennmaradását. Más, akkoriban élt férfiak genetikai állománya pedig az idők során eltűnt a mai férfiak genetikai állományából: vagyis ők nem nemzettek utódokat, vagy azok leszármazási vonala idővel szintén kihalt.
Annak oka, hogy ez megtörténhetett, Spencer Wells szerint az volt, hogy akkoriban az emberiség létszáma valamilyen okból kifolyólag drámaian lecsökkent, mintegy néhány ezer főre: így egy kedvező változás a génállományban hamar elterjedhetett a populáció minden tagjában. Ez, a Richard Dawkins angol biológus által „nagyon rázós genetikai útszűkületnek” nevezett esemény kb. 70 000 évvel ezelőttről kimutatható az emberiség génállományában, és nagyon jól megmagyarázza azt, hogy génjeink miért sokkal inkább egyöntetűbbek, mint például a csimpánzoké – fajunk néhány százezer éves története, és annak ellenére, hogy mi sokkal elterjedtebbek vagyunk a Földön, valamint sokkal nagyobb az eltérés a külső megjelenésünkben. A fentiek alapján jó okkal feltételezhető, hogy az akkori példátlan erejű vulkánkitörés közel a kihalásba sodorta az emberiséget, ám megadta az evolúciós nyomást a „genetikai Ádám”, és ezzel a modern ember kialakulásához.

### Magyarul
- vulkan.lap.hu
- Az ELTE Természetföldrajzi Tanszéke
- Az ELTE Kőzettani és Geokémiai Tanszéke
- Oktatási segédlet
- Harangi Szabolcs: Vulkanológia (oktatási segédlet)

### Angolul
- Smithsonian Institution – Global Volcanism Program Archiválva 2012. október 24-i dátummal a Wayback Machine-ben
- Volcano World
- Woods Hole Oceanographic Institution Archiválva 2007. november 14-i dátummal a Wayback Machine-ben
- USGS Archiválva 2007. szeptember 22-i dátummal a Wayback Machine-ben
- How Volcanoes Work
- How Volcanoes Work – pedagógiai segédletek
- Volcano Live
- Vulkáni anyagok megismerése
- Natural Disasters – Volcano – pedagógiai segédlet gyerekeknek Archiválva 2007. szeptember 28-i dátummal a Wayback Machine-ben
- University of Washington Libraries: Digital Collections: